# Histoire de l'extrême droite en Espagne

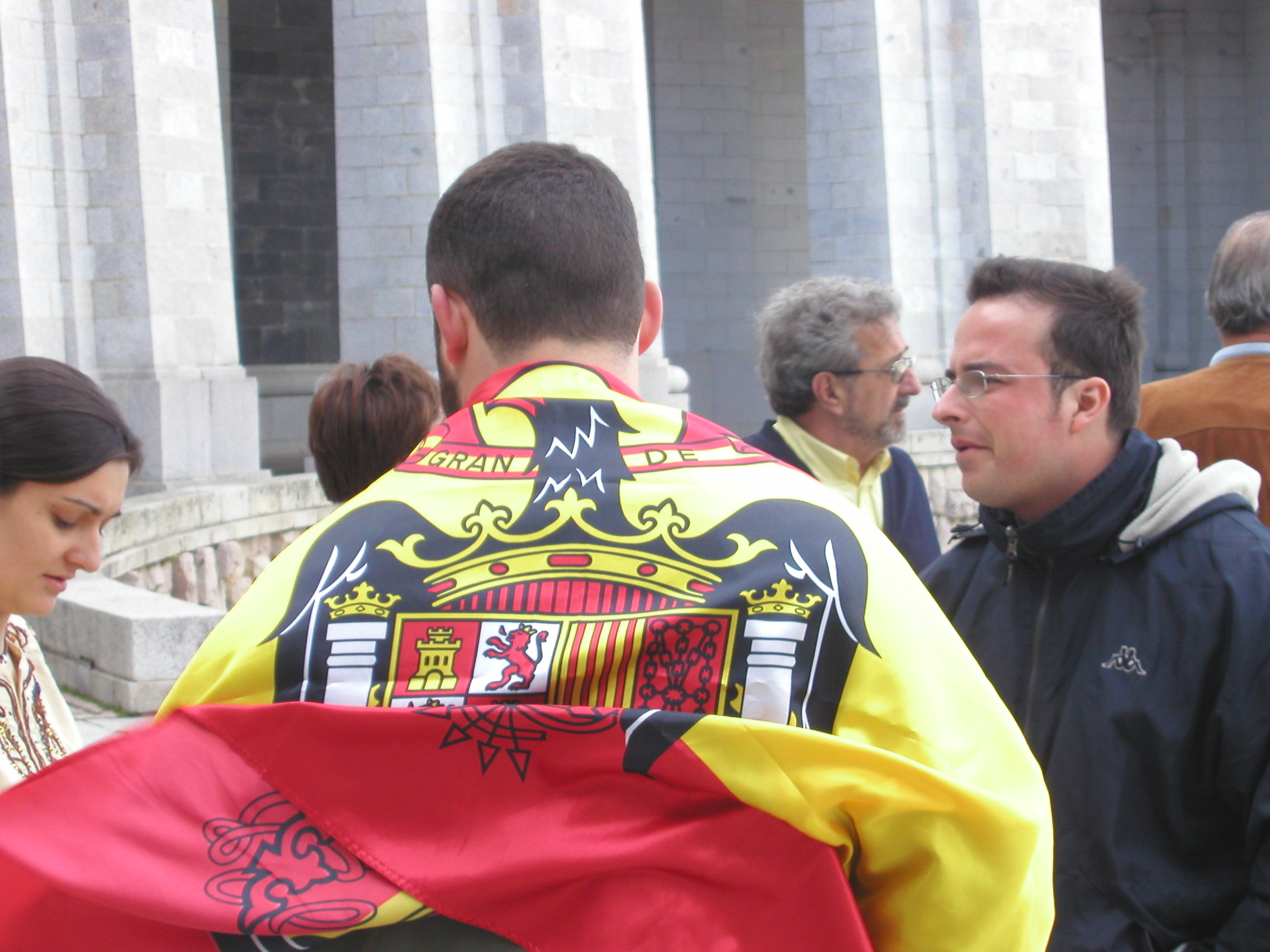
Visiteurs néofranquistes du Valle de los Caídos portant un drapeau franquiste.

L'histoire de l’extrême droite en Espagne commence au début du XIXe siècle aux Cortes de Cadix. Ce courant politique a depuis évolué en suivant diverses tendances (ou « familles ») : le traditionalisme catholique — dont le carlisme —, la droite radicale et le fascisme — dont le néofranquisme et le néofascisme —,.
En 1997, l’historien José Luis Rodríguez Jiménez, spécialiste du sujet, affirme que l’extrême droite espagnole a présenté tout au long de son histoire deux traits spécifiques : l’« univers culturel du catholicisme intégriste » et la « pauvreté dans l’élaboration doctrinale et la dépendance vis à vis de modèles doctrinaux étrangers » (ainsi qu’une « lente et difficile rénovation de sa ligne de pensée »). L’historien Pedro Carlos González Cuevas, spécialiste de la droite espagnole, coïncide sur le premier point signalé par Rodríguez Jímenez en soulignant que le prépondérance du catholicisme a joué un rôle essentiel en limitant l’impact de l’introduction d’innovations philosophiques externes issues du positivisme, du darwinisme social ou du vitalisme dans ces mouvements.

## Des origines à la Restauration
Les origines idéologiques de l'extrême droite remontent à la pensée réactionnaire apparue à la fin du XVIIIe siècle et au début du XIXe siècle en réponse aux nouvelles idées et principes de la Révolution française, et qui trouvait ses racines dans l’opposition aux Lumières. Ses principaux théoriciens étaient les Français Joseph de Maistre et Louis de Bonald, dont le but était de défendre la monarchie absolue en invoquant son origine divine (le pouvoir des rois leur a été confié par Dieu, si bien que leur autorité doit être absolue) et en présentant une vision idéalisée des sociétés de l'Ancien Régime. En Espagne, différents auteurs défendirent ces idées : les prêtres ou religieux Fernando de Ceballos (es), Lorenzo Hervás y Panduro, Diego Joseph de Cadix, ou le juriste Antonio Javier Pérez,.

### Guerre d’indépendance et Cortes de Cadix (1808-1814)
Pendant la guerre d'indépendance (1808-1814), trois grands groupes politiques se constituèrent : les afrancesados qui soutenaient la monarchie de Joseph Ier Bonaparte et ses réformes ; les libéraux, qui reconnaissaient comme roi Ferdinand VII et défendaient la Monarchie constitutionnelle définie dans la Constitution de 1812 approuvée par les Cortes de Cadix ; et les absolutistes, également connus sous le nom de « serviles », qui reconnaissaient également Ferdinand VII comme roi, mais qui défendaient le maintien de ses pouvoirs absolus et bénéficiaient du soutien du secteur majoritaire de l'Église catholique qui considérait la guerre comme une croisade en défense de la religion. Les absolutistes introduisirent le thème des « Deux Espagne (es) » (l'un des clichés récurrents de l'extrême droite espagnole) en qualifiant d'« antiespagnols », à la fois les afrancesados et les libéraux. Ce manichéisme sera l'un des éléments caractéristiques de l'extrême droite tout au long de son histoire, ainsi que son appel à l'existence de « l'ennemi intérieur ». « Les libéraux, les afrancesados et les francs-maçons deviennent la première triade maudite des réactionnaires ». L'un des défenseurs les plus radicaux de l'Ancien Régime était le député absolutiste Pedro de Inguanzo y Rivero.

### Carlisme

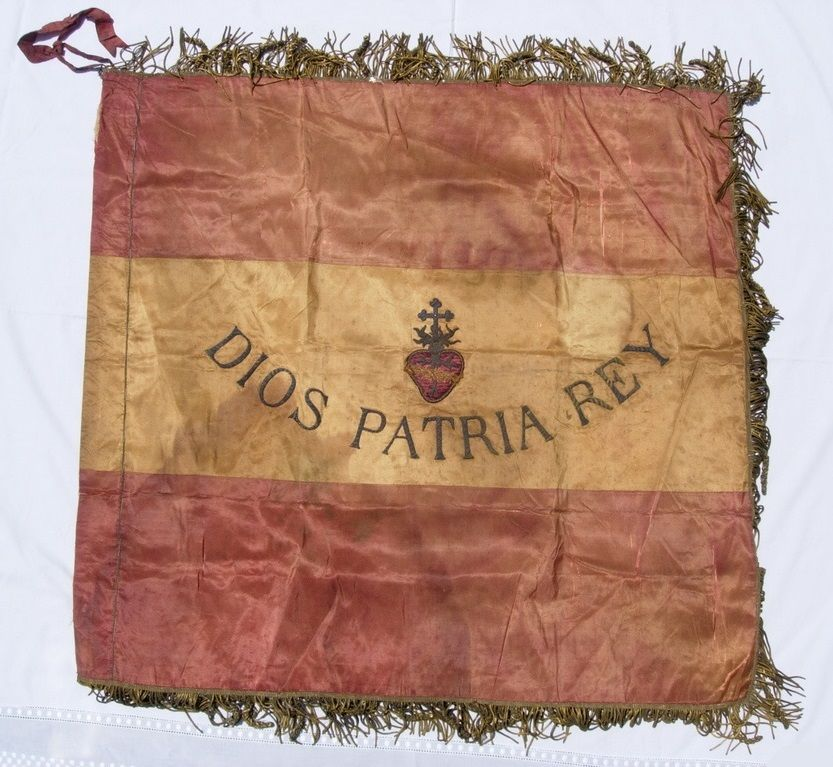
Drapeau du XIXe siècle avec la devise carliste Dios, Patria, Rey (Dieu, Patrie, Roi) et le Sacré-Cœur-de-Jésus.

L’objectif des « serviles » de restaurer la monarchie absolue, exprimé dans le Manifeste des Perses, fut atteint lorsque Ferdinand VII revint de sa « captivité » en France en 1814 et abrogea la Constitution de 1812. Les absolutistes furent connus sous différents noms au cours du règne de Ferdinand VII : « royalistes » durant le Triennat libéral (1820-1823), « apostoliques » pendant la Décennie abominable (1823-1833), puis « carlistes » à la fin de celle-ci, en référence à leur soutien au frère du roi, Charles de Bourbon — « Don Carlos » —, prétendant à la succession au trône d’Espagne au détriment de la jeune fille du roi, Isabelle, et ferme partisan du maintien de l’Ancien Régime. À la mort du monarque en 1833, la première guerre carliste éclate, en opposition au « nouveau régime » libéral de monarchie constitutionnelle.
La devise Dios, Patria, Rey (es) (« Dieu, Patrie, Roi ») condense les piliers de l'idéologie carliste (défense de la religiosité « traditionnelle » face à la sécularisation, d'une société idéalisée basée sur les classes sociales et la Monarchie absolue, régie par les coutumes historiques et traditionnelles, non écrites, dans laquelle les Cortes des différentes classes sociales auraient joué un rôle important, et en opposition avec le principe moderne de souveraineté nationale), sans que celle-ci soit définie de façon très concrète. Plus tard, la revendication des fueros des provinces basques et de la Navarre furent ajoutées à la devise, car ces deux territoires étaient ceux où le carlisme s'était le plus enraciné, contribuant ainsi à la vision idéalisée de la société d'Ancien Régime. Concernant les soutiens sociaux du carlisme, José Luis Rodríguez Jiménez souligne que « étant donné que le mouvement carliste s'opposait aux changements sociaux associés au libéralisme, il obtint le soutien de ceux qui craignaient la disparition des liens de protection basés sur des relations personnelles, et pas seulement dans le monde rural car la suppression des corporations avait affecté l'artisanat des villes ». Selon l’historien Alfonso Bullón de Mendoza, de sensibilité traditionaliste, tous les témoignages de l’époque coïncident pour indiquer qu’en 1833 les carlistes étaient supérieurs en nombre, bien qu’une majorité ne se soit pas impliquée activement dans le mouvement à cause de la répression gouvernementale. Rodríguez Jiménez souligne également que « l'extraction sociale des bases carlistes est plutôt hétérogène ». Le carlisme reçut le soutien d'une partie de l'Église catholique, non seulement pour des raisons idéologiques, mais aussi économiques en raison du désamortissement de ses biens. Le carlisme peut se définir par sa « condamnation du libéralisme comme quelque chose d'étranger à la réalité de l'Espagne » et, en raison de sa persistance au fil des années, il finira par se transformer en la « réserve spirituelle » des forces réactionnaires, « imprégnant le traditionalisme catholique de ses éléments mythiques et de sa rhétorique militariste » (en quoi il se rapproche du miguelisme portugais et du légitimisme français).
Après sa défaite dans la troisième guerre carliste (1872-1876) et la consolidation de la Restauration, le carlisme connut la scission de son secteur dit « intégriste », qui condamnait le rapprochement du prétendant Charles VII avec le libéralisme modéré. À la fin du siècle, la doctrine du mouvement fut réélaborée avec l'approbation de l’Acte de Loredan (1897) qui ajoutait à la défense de la « monarchie traditionnelle », de l'unité catholique et des fueros, la promotion de la « vie corporative, en restaurant les guildes avec les réformes nécessaires » (l'idéalisation du corporatisme médiéval se poursuivait) et intégrait la « question sociale » suivant la doctrine sociale de l'Église.

### Traditionalisme

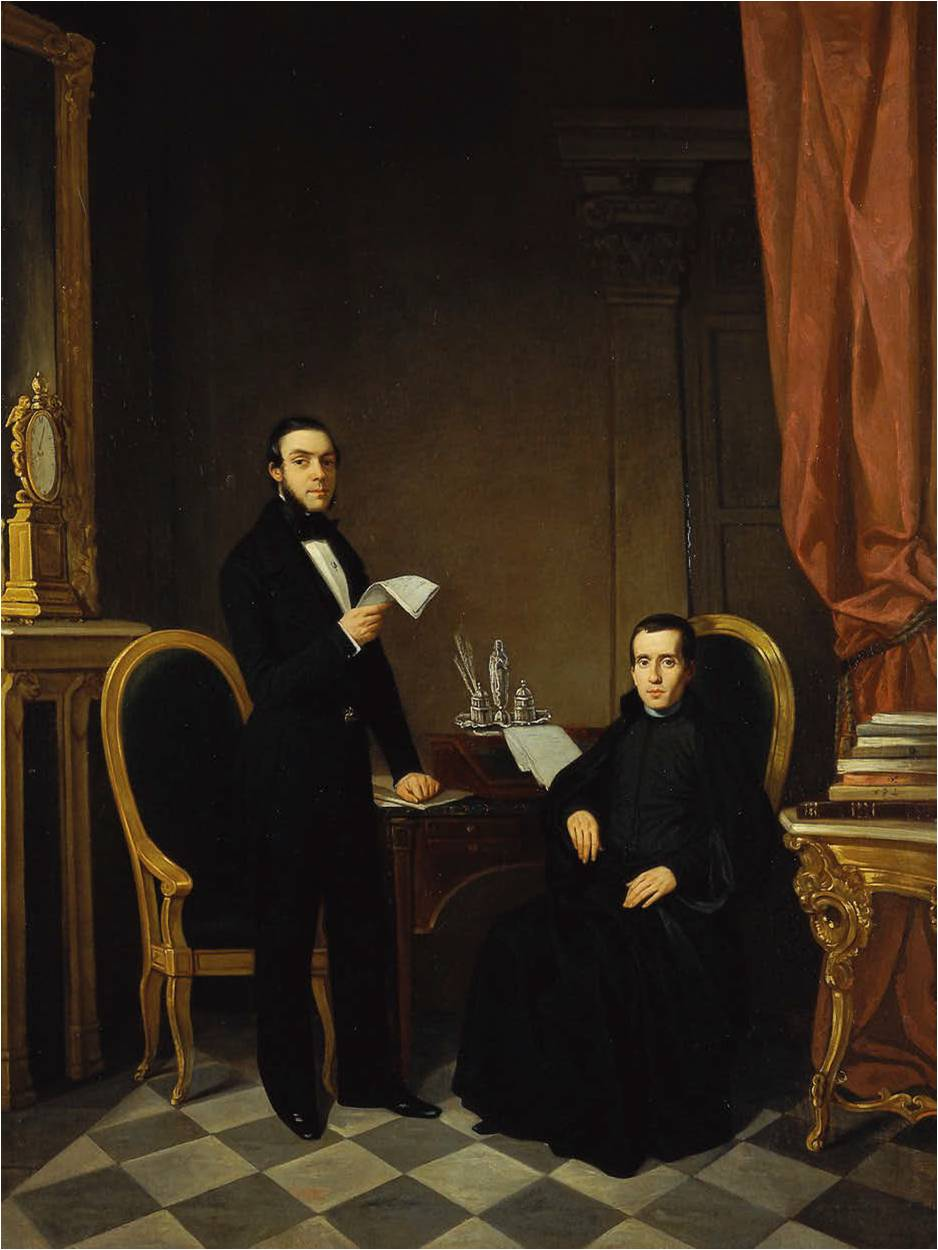
Portrait de Juan Donoso Cortés (debout) et de Jaime Balmes (assis) réalisé en 1848 par Luis Brochetón y Muguruza (Real Academia de la Historia, Madrid).

Le traditionalisme est un courant de pensée politique réactionnaire étroitement lié au carlisme — dont ce dernier est souvent considéré comme un déclinaison — qui se développa tout au long du XIXe siècle, s'éloignant des courants dominants du conservatisme dans la deuxième moitié du siècle. Ses principaux représentants étaient Juan Donoso Cortés, Antonio Aparisi Guijarro, Marcelino Menéndez Pelayo et Juan Vázquez de Mella. Ces auteurs entendaient la « tradition » comme un « compendium de convictions et de systèmes de valeurs permanents » et leurs propositions étaient fondées sur un « dogmatisme agressif ». Donoso Cortés, dont l'œuvre « représente peut-être le mieux la pensée traditionaliste espagnole », proclama dans son « Discours sur la situation de l'Espagne » (1850) aux Cortès que c'est par la « tradition » que les nations « sont ce qu'elles sont dans toute l’étendue des siècles ».
Cinquante ans plus tard, Vázquez de Mella affirmait que la tradition impliquait « le droit des générations et des siècles postérieurs à ne pas être dépossédés de l'héritage des générations précédentes par une génération intermédiaire mutinée », et définissait la tradition ainsi : « La tradition, considérée subjectivement, est un sentiment qui repose sur le respect des ancêtres [...] Les croyances que nous avons, nos coutumes, les injustices sociales primaires, les traits communs de caractère, la langue dans laquelle nous les exprimons, les influences séculaires sur lesquelles la race a été engendrée, tout cela sans quoi nous ne serions pas les mêmes, est l'objet de la tradition et est transmis par elle ».
Pour tous ces auteurs, dans le cas espagnol la « tradition » était inextricablement liée au catholicisme. Donoso Cortés partait d'une conception providentialiste de l'histoire et niait que les hommes pussent acquérir la connaissance par eux-mêmes (elle leur avait été communiquée par Dieu à travers la Révélation), de sorte que la doctrine catholique devint la seule source de connaissance. De même, l'ordre social et politique avait été établi par Dieu, de sorte que les hommes n'avaient d'autre choix que de se soumettre, car se rebeller les conduirait à la perdition (avec une exception : lorsque les autorités prenaient des décisions contraires aux desseins de Dieu). Selon José Luis Rodríguez Jiménez, « la vision donosienne, adoptée dans les décennies suivantes par une grande partie des dirigeants de l'extrême droite, représente une condamnation de l'état actuel du monde, basée sur une conception manichéenne d'ordre eschatologique, où les forces du bien et du mal luttent perpétuellement jusqu'à la victoire finale et définitive du premier sur le second ». Ainsi, pour Donoso Cortés, « quand les États se dispensent de la pensée catholique et acceptent les principes du rationalisme, le triomphe du mal dans le monde se produit », sous forme de catastrophes — épidémies, mauvaises récoltes, etc. — ou de révolutions politiques. « Les peuples corrompus n’ont jamais manqué d'anges exterminateurs », déclara-t-il dans son « Discours sur la situation de l'Espagne » de 1850.

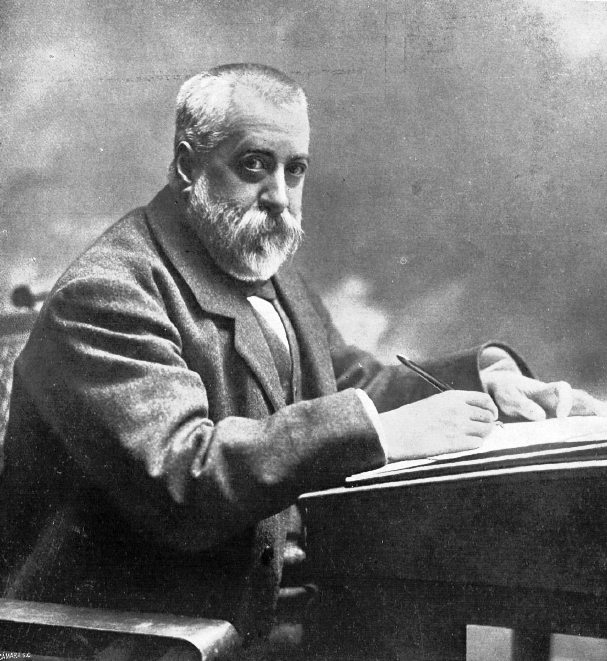
Photographie de Marcelino Menéndez y Pelayo réalisée par Kaulak et publiée dans Mundo Gráfico à l’occasion du décès du premier en 1912.

Inspiré par les idées de Donoso Cortés, en 1860 apparut le groupe des néocatholiques dirigé par Cándido Nocedal (le terme «neocatólicos» ou «neos» leur fut attribué par leurs adversaires avec une certaine connotation méprisante, les accusant d'être un mélange de carlisme et d'ultramontanisme). Leur objectif prioritaire était la défense des intérêts de l'Église catholique, avec laquelle la monarchie d'Isabelle II venait de conclure un accord, et de l'unité catholique. Lorsqu’éclata la question romaine et que le gouvernement espagnol reconnut en 1861 le royaume d'Italie, les neos prirent parti pour le Saint-Siège et adoptèrent une position résolument ultramontaine. En outre, ils soutinrent avec enthousiasme la condamnation par Pie IX des « erreurs » du libéralisme. Après le triomphe de la Révolution « Glorieuse » de 1868 qui mit fin au règne d'Isabelle II, les néocatholiques se rapprochèrent des carlistes, les deux mouvements coïncidant dans leur opposition radicale à la sécularisation de la société. La presse néocatholique défendit dans ses pages les droits au trône espagnol du prétendant « Charles VII ».
Après la restauration de la monarchie bourbonienne, un nouveau groupe traditionaliste, détaché du carlisme, fit son apparition : l'Union catholique d'Alejandro Pidal. Pour leur part, les partisans de Nocedal quittèrent les rangs carlistes, auxquels ils avaient adhéré pendant le sexennat révolutionnaire (1868-1874), dès que le prétendant Carlos VII entama un rapprochement du libéralisme modéré. Une partie de l'ancien néocatholicisme se retrouva dans l’intégrisme, qui fonda son parti — le Parti intégriste — en 1888. Celui-ci prônait la subordination totale au magistère de l'Église, dans les domaines politique comme social, et ne reconnaissait comme souverain que le Christ-Roi. Ils s'opposaient par conséquent radicalement à la liberté de culte et à la liberté de pensée (« libertés de perdition avec lesquelles les imitateurs de Lucifer perturbent, corrompent et détruisent les nations ») et affirmaient n’obéir qu'aux lois fondées sur la doctrine catholique, « conçue comme une révélation, une vérité absolue que même l'Église ne peut changer ». Menés par Ramón Nocedal, ils exprimèrent dans le manifeste traditionaliste intégriste de Burgos, publié en 1889 par El Siglo Futuro et vingt-trois autres périodiques, une posture intolérante envers ceux qui n'étaient pas prêts à accepter leur « vérité » : « toute liberté nous semble peu pour la vérité et pour le bien ; toute répression nous semble petite pour l'erreur et le mal ». En plus du Syllabus papal, les intégristes s’inspirèrent du pamphlet Le libéralisme est un péché de Félix Sardá y Salvany (1894) et du livre Restauración. Apuntes para una obra, dans lequel son auteur Antonio Aparisi Guijarro, idéalisait la société d’Ancien Régime fondée sur les ordres. Ils furent également été fortement influencés par les écrits de Marcelino Menéndez Pelayo (qui identifiait le volkgeist espagnol avec le catholicisme) et, surtout, ceux de Juan Vázquez de Mella. Ce dernier, dans un discours devant les Cortès en 1890, se définit comme « intransigeant et intolérant » dans la défense « des principes de l'Église ».

## Début duXXesiècle: De la crise de la Restauration à la guerre civile
En faisant le bilan de l'histoire de l'extrême droite espagnole au XXe siècle, José Luis Rodríguez Jiménez souligne à la fin de ce siècle « l'importance du rôle joué par l'extrême droite dans l'évolution politique espagnole de ce siècle […]. L'extrême droite a encouragé comme personne le coup d'État contre la Seconde République, tenta de forcer l'entrée dans la Seconde Guerre mondiale lorsque les autres composantes de la classe politique franquiste commençaient à abandonner les thèses favorables à une identification totale avec l'Allemagne nazie ; elle a réussi à retarder, en encourageant l’immobilisme, le processus de transition politique de la dictature franquiste à la démocratie, et ses différentes organisations ont constitué l'un des segments politiques (un autre a été le terrorisme nationaliste basque) qui ont le plus contribué à déstabiliser la consolidation de la démocratie. En outre […] tout au long d'une période chronologique considérable du XXe siècle, l'extrême droite a fait partie du pouvoir pendant beaucoup plus longtemps que dans les autres pays d'Europe occidentale […]. ».

### Crise de la Restauration (1914-1923)
Pendant la crise de la Restauration, qui commença autour de 1914, les extrêmes droites, représentées par le catholicisme politique, le carlisme et le maurisme, se constituèrent en mouvements civiques réfractaires à la sécularisation et en faveur des intérêts de l'Église catholique. Les élites nobiliaires se regroupèrent quant à elles dans le Centre d'action nobiliaire , de tendance réactionnaire. En 1919, les Sindicatos Libres furent fondés à Barcelone ; il s’agit d’une organisation d'extrême droite d'origine carliste qui commit des actes de terrorisme contre des personnalités de la CNT dans la ville avec la complicité du gouverneur civil,. En raison de leur évolution, on les a rétrospectivement qualifié d’organisation « pré-fasciste » et comme une sorte de « fascisme hispanique » primitif, déjà bien éloigné du traditionalisme vers 1930, selon Colin M. Winston.

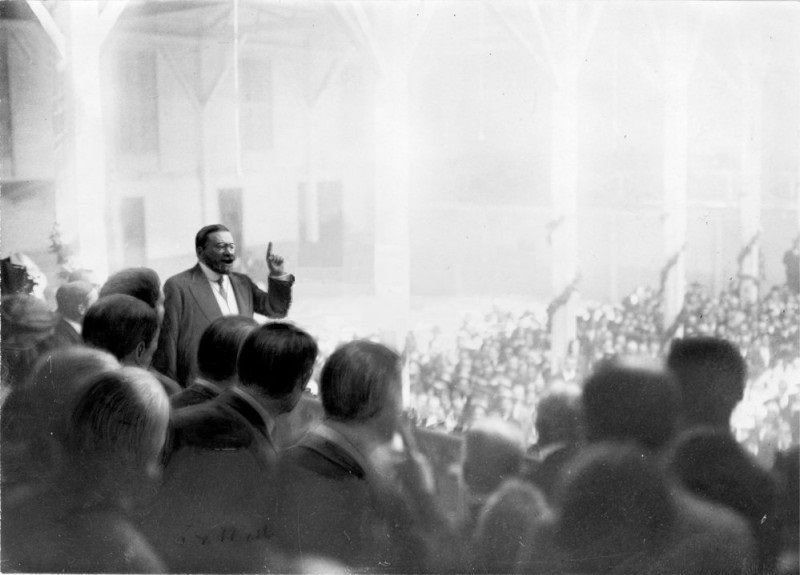
Juan Vázquez de Mella durant un discours en 1916.

En 1919, le carlisme se scinda entre jaïsmistes — restés fidèles au prétendant Jacques — et mellistes, suiveurs de  Juan Vázquez de Mella, principal idéologue du carlisme à cette époque qui défendait l'établissement d'un accord avec la droite autoritaire alphonsiste. Cette année-là, Mella quitta la Communion traditionaliste — le parti officiel du carlisme —, pour fonder le Parti catholique traditionaliste. Son but était de réaliser lune fédération des extrêmes droites la plus extrême possible (Vázquez de Mella n'avait aucun problème à utiliser le terme « extrême droite », contrairement à d'autres dirigeants de cette tendance politique) dans le but de défendre l'« ordre social » menacé (la révolution bolchevique venait juste de triompher en Russie), ce pour quoi il proposait l'établissement d'un régime autoritaire : « Remplacement du régime parlementaire échoué par le régime représentatif, fondé sur la représentation par classes, qui réduit les partis à des accidents, et non à des substances ». Il se fondait sur une conception « organique » de la société, intégrée par certaines institutions « préexistantes et naturelles » (famille, municipalité, région) ; l'existence d'une « constitution historique » ou d'une « constitution interne » formée par l'« unité catholique dans l'ordre religieux, la monarchie chrétienne et fédérative dans le domaine politique et la liberté forale et régionaliste » ; et la « souveraineté sociale » antérieure à la « souveraineté politique » de l'État (« Nous naissons dans le sein d'une famille, d'une classe, d'une société, et […] l'enseignement avec lequel notre intelligence est cultivée existait avant que nous ne venions au monde et a en partie façonné notre caractère et développé nos facultés »).

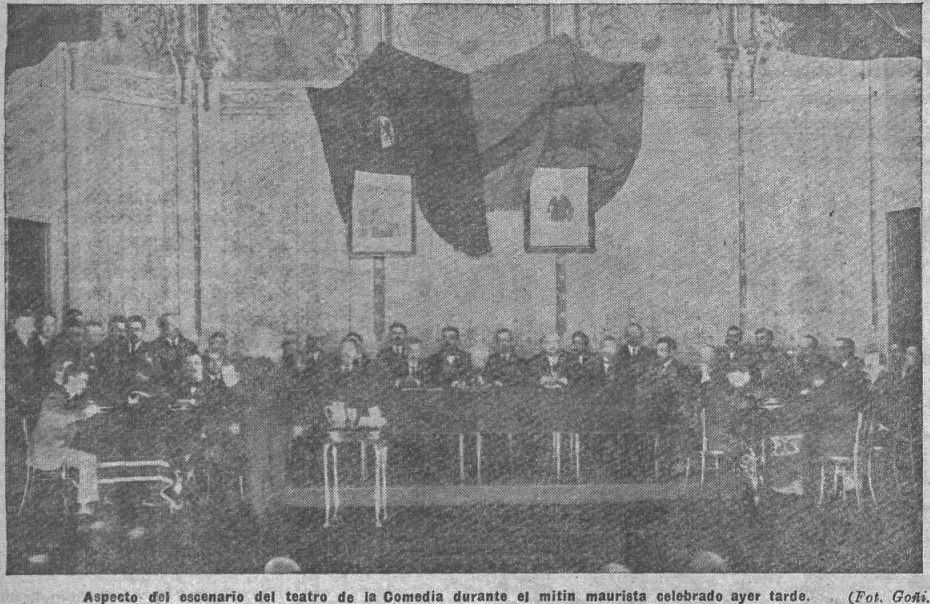
Meeting mauriste au teatro de la Comedia de Madrid en 1917, par Francisco Goñi.

Quelques années avant la division du carlisme était apparu le maurisme, un mouvement politique formé autour du leader conservateur Antonio Maura qui ne réussit pas à constituer un nouveau parti, mais disposa de sa propre organisation. Un de ses dirigeants, Ángel Ossorio y Gallardo, résuma le programme du mouvement en trois points : catholicisme, « noyau social de l'Espagne » ; renforcement de la monarchie et de l'Armée ; et « protection des ouvriers ». Les mauristes « en général étaient, en plus des "catholiques militants", des nationalistes espagnolistes, modérément réformistes en ce qui concerne la "question sociale", surtout le secteur dirigé par Ossorio et Gallardo, monarchistes autoritaires et antilibéraux ». Leur objectif était de conquérir les masses car, comme le déclara José Calvo Sotelo, l'un des mauristes les plus actifs, « la Monarchie doit être populaire pour se consolider ». Pour ce faire, ils introduisirent « dans la vie politique espagnole de nouvelles formes d'action, telles que de larges déploiements de propagande, des rassemblements et la création de centres à caractère formatif et didactique ». Ils adoptèrent, de Charles Maurras et de l'Action française, en particulier dans le secteur le plus autoritaire dirigé par Antonio Goicoechea, leur conception de la société comme un organisme régi par la « hiérarchie » et gouverné par « les plus aptes ». C'est ce que Goicoechea appela une « démocratie conservatrice » ou une « démocratie organique », « euphémisme repris par le franquisme pour désigner un régime autoritaire et corporatiste, nationaliste sur le plan politique et favorable à la planification et à la nationalisation de l'économie ». Une partie du maurisme, la moins proche du roi Alphonse XIII, se rapprocha du traditionalisme et il y eut des soutiens mutuels entre les mauristes et les jaïmistes lors de certaines élections.
En 1919, la même année où se produisit la division du carlisme, les premières organisations « pré-fascistes » ou « para-fascistes » émergèrent sous la forme d' « unions civiques » prêtes à collaborer avec l'État pour maintenir l'ordre public et les services essentiels en cas de grèves ou de tentatives insurrectionnelles ouvrières. Cependant, le premier groupe de ce type n'apparut pas né en défense de l'ordre « bourgeois », mais de l'« unité de l'Espagne » qu’il voyait menacée par les revendications autonomistes du nationalisme catalan. C'est pourquoi la Ligue patriotique espagnole (LPE) fut fondée à Barcelone en 1919 par Ramón Sales Amenós. Cette même année, en 1919, la milice du Somatén fit également son apparition à Barcelone, nommée en référence à une ancienne institution catalane d'origine médiévale, au service de la défense de l'ordre social, de la propriété et des valeurs traditionnelles (catholiques) face au danger de la révolution. Il s'agissait d'une organisation composée de plus de huit mille volontaires armés (pour la plupart des bourgeois ou des personnes conservatrices et catholiques appartenant à d'autres secteurs sociaux) qui s'offrit aux autorités comme force auxiliaire pour le maintien de l'ordre public. Son succès initial fut tel qu'il s'étendit rapidement à d'autres villes espagnoles (à Madrid, une organisation similaire appelée Defensa Ciudadada, « Défense citoyenne », apparut). Cependant, le Somatén joua un rôle secondaire pendant les années du pistolérisme et de la répression brutale dirigée par le nouveau gouverneur civil de Barcelone, le général Martínez Anido. Seulement deux mois après l'arrivée au pouvoir de Mussolini en octobre 1922, apparut La Camisa Negra, première publication fasciste espagnole, mais dont seul le premier numéro fut publié. La Traza, une organisation fondée à Barcelone en mars 1923 qui voulait rivaliser avec le fascisme italien, eut plus de succès, mais selon Joan Maria Thomàs, « bien qu'elle partageât avec le fascisme certaines résonances », « n'était en réalité qu'un exemple générique régénérationnisme autoritaire ». La Traza, composée principalement d'officiers de la garnison de Barcelone dirigés par le capitaine Alberto Aranaz, était radicalement anticatalaniste et se définissait comme « l'union patriotique de tous les citoyens espagnols de bonne volonté ».

### Dictature de Primo de Rivera (1923-1930)
L'une des premières décisions prises par le général Primo de Rivera après le triomphe du coup d'État de septembre 1923 qui le porta au pouvoir fut d'étendre le Somatén catalan à l'ensemble de l'Espagne en créant le Somatén national. Au début, le dictateur sembla vouloir rivaliser avec les milices du Parti national fasciste italien, bien que le projet fût finalement abandonné. Pour sa part, La Traza se proposa pour jouer le rôle du parti fasciste, mais Primo de Rivera opta finalement pour les « unions patriotiques » formées dans différentes villes par des militants catholiques dirigés par Ángel Herrera, avec le soutien résolu de la hiérarchie ecclésiastique. C'est ainsi qu'apparut l'Union patriotique (UP), qui devint le parti unique de la dictature..

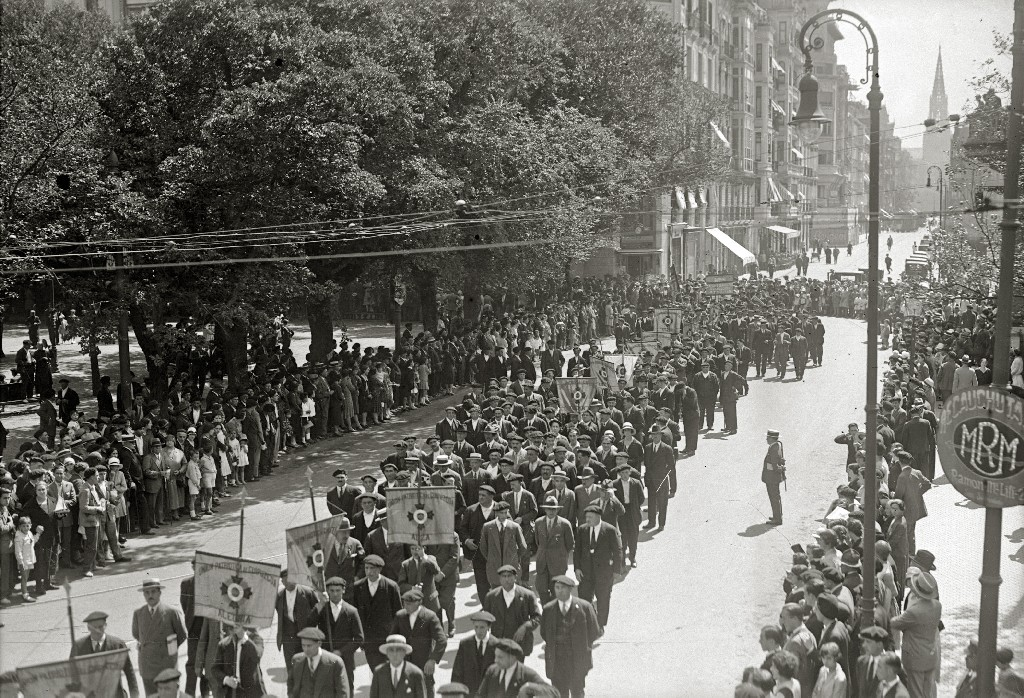
Réception du dictateur Miguel Primo de Rivera à Saint-Sébastien avec des drapeaux de l’Union patriotique (portant la devise du parti : « Religion, Patrie, Monarchie »).

L’UP ne fut pas une organisation fasciste, « bien qu’elle partageât avec le fascisme et d’autres options de droite des présupposés antidémocratiques, conservateurs, corporatifs et antiséparatistes ». En ce sens, José Luis Rodríguez Jiménez souligne que « le parti contenait déjà des éléments qui allaient être fondamentaux dans la plus grande partie des futures organisations de l’extrême droite : un rejet frontal du parlementarisme et des partis politiques, l’assignation aux forces armées d’une fonction de surveillance sur l'évolution de la vie politique et sociale, un vague corporatisme, un nationalisme espagnoliste et une interprétation centraliste de l’administration territoriale de l'État ». Le général Primo de Rivera, proclamé comme son chef national avec un pouvoir absolu sur la formation, fit référence à UP comme « un parti politique […] qui dans le fond est apolitique dans le sens courant du mot ». Il avait pour finalité d’« unir et organiser tous les Espagnols de bonne volonté et aux idées saines ». Sa devise, rappelant celle du carlisme, était « Religion, Patrie et Monarchie ». C’était un parti organisé « depuis le pouvoir et par le pouvoir », comme l'affirma l’ancien mauriste et ministre de la dictature José Calvo Sotelo, qui considérait que ce type de partis « naissent condamnés à l’infécondité par manque de sève ». De fait, UP ne survécut par à la dictature elle-même et disparut dans les mois suivants la démission du général en janvier 1930. Ainsi, c’est l’Union monarchique nationale (UMN), fondée en juin 1930 par d’anciens ministres de la dictature comme le  comte de Guadlhorce (es) et Calvo Sotelo, et par José Antonio Primo de Rivera — fils du dictateur, qui était mort à Paris un mois et demi après la chute du régime —, qui assuma la défense de l'héritage primorivériste. Concernant cet héritage, on peut souligner que, bien qu’il ne dotât pas le régime d’une base idéologique cohérente, « l’expérience extraparlementaire non seulement créa un précédent mais encouragea également les intellectuels de droits à approfondir cette ligne ».

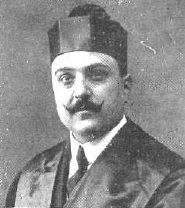
Le docteur José María Albiñana, fondateur et leader du Parti nationaliste espagnol, en 1916.

En avril 1930 apparut le Parti nationaliste espagnol (PNE), fondé par José María Albiñana, « prototype de l'extrême droite ultranationaliste et catholique que se laissa tenter par les manières du fascisme », bien que, selon Joan Maria Thomàs, il ne fût jamais fasciste. Il fut toutefois l'un des premiers groupes politiques à revendiquer le recours à la violence pour atteindre ses objectifs. Dans son manifeste fondateur, il proposait d’« annihiler » « les ennemis de la Patrie » devant « la tragique perspective d’un soviétisme dévastateur » si les républicains l’emportaient. Il créa à cette fin une milice, les Legionarios de España (« Légionnaires de l’Espagne »), qui se définissait comme « volontariat citoyen avec intervention, directe, fulminante, expéditive de tout acte attentatoire ou dépressif pour le prestige de la Patrie ». De façon symptomatique, l’organe d’expression du PNE était appelé La Legión. À la fin de 1930, la formation adopta toute une symbologie qui constituera les marques distinctives des futures organisations fascistes (JONS et Phalange espagnole) : « utilisation d’une chemise, bleue, comme uniforme ; un blason bordé par un joug, des flèches, un aigle bicéphale (éléments inspirés de la symbologie des rois catholiques et la croix de Saint-Jacques ; salut le bras levé ; et la création d’un hymne […] ». En plus de son ultranationalisme espagnol autoritaire, le PNE se distingua par son antimaçonnisme et son antisémitisme radical. Ses membres — en premier lieu Albiñana — étaient convaincus qu’il existait un conspiration judéo-maçonnique contre l’Espagne (qu’ils faisaient remonter jusqu’en 1492, « date à laquelle furent expulsés par les rois catholiques les fils d'Israël »), théorie du complot qui perdura durant la Seconde République et surtout durant la dictature franquiste — le generalísimo Francisco Franco était lui-même convaincu de son existence —. « Après la chute de la Monarchie (es) le PNE se vit rapidement remplacé comme élément d’agitation par les partis récemment créés de droite radicale et les groupes fascistes, mais il est important de se souvenir qu’Albiñana avait parié sur la radicalisation des positions de la droite face au changement de régime ». Seulement quatre jours avant la célébration des élections municipales de 1931, au cours desquelles la victoire des candidatures républicano-socialistes dans les grandes villes entraînèrent la chute de la Monarchie d’Alphonse XIII, le PNE appela très explicitement à la guerre civile.

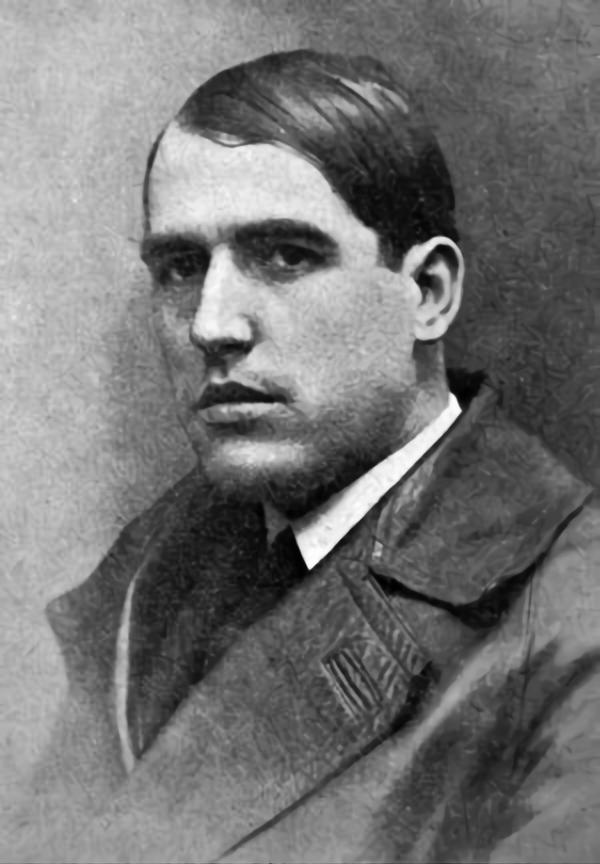
Ramiro Ledesma Ramos, fondateur de La Conquista del Estado et des JONS, le premier fasciste espagnol.

Les derniers mois du règne d'd'Alphonse XIII, marquée par les dictatures de Primo de Rivera, de Berenguer puis de l'amiral Bautista Aznar (1923-1931), connurent la consolidation d'un secteur d'extrême droite militaire ultra-conservateur, aux postures anti-libérales et anti-démocratiques au sein de l'armée de terre, dont le principal organe de presse fut la publication El Ejército Español, et, à partir de 1928, La Correspondencia Militar.
En mars 1931, quelques jours avant la chute du régime monarchique, fut fondée la revue La Conquista del Estado, qui, d'une optique révolutionnaire, préconisait l'introduction du fascisme en Espagne en ralliant les masses ouvrières à sa cause. C'était la position adoptée par son directeur, Ramiro Ledesma, influencé par des philosophes allemands et le syndicaliste français Georges Sorel, et qui convergea avec des forces d'extrême droite au profil plus contre-révolutionnaire. Significativement, il avait reçu un financement dès janvier 1931 de monarchistes basques tels que José María de Areilza, Careaga, José Antonio Sangróniz et José Félix de Lequerica.

### Seconde République (1931-1936)
Pendant la Seconde République, la droite monarchiste connut « un profond renouvellement organisationnel, doctrinal et de ses cadres dirigeants », mais finit par se diviser en deux grandes tendances. Alors qu'Action populaire (initialement Action nationale), autour de laquelle fut formée début 1933 la CEDA, décida de participer aux institutions républicaines pour changer le nouveau régime « de l'intérieur » (en particulier les lois, y compris la Constitution, « persécutrices » de l'Église catholique), Renovación Española (RE) se fixa comme objectif prioritaire de renverser la République, en ayant recours à l'Armée, et de restaurer la monarchie (au sujet de la forme de gouvernement, la CEDA dans se définit comme « accidentaliste » en la considérant secondaire). Avant même la fondation de RE, les monarchistes l’avaient déjà tenté mais la tentative de coup d'État d'août 1932 dirigée par le général Sanjurjo échoua de manière retentissante, ce qui « représenta un dur coup pour les intérêts de l'extrême droite monarchiste » .
En mars 1934, des représentants de RE (auto-défini comme un parti « antimarxiste, antilibéral, antidémocratique et antiparlementaire »), et de la Communion Traditionaliste carliste (dès lors réunifiée après la réintégration des mellistes et également déterminée à mettre fin à la République par des moyens violents), sollicitèrent l'aide économique et militaire de l'Italie fasciste. Cette aide permit aux carlistes de réorganiser et de renforcer le Requeté jusqu'à en faire la milice armée la plus importante du moment (en avril 1935, il comptait déjà quatre-vingts sections locales, dont une grande partie située en Navarre).

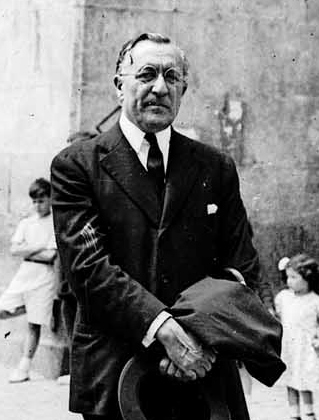
Ramiro de Maeztu, directeur de la revue Acción Española, photographié en 1934. Avec En defensa de la Hispanidad (1934), Maeztu lança l’un des mythes fondateurs pour l’extrême droite espagnole : l'Hispanité, réimagination du passé impérial de la tradition catholique.

Le réarmement idéologique de l'extrême droite monarchiste fut réalisé par Acción Española, une association culturelle fondée en juillet 1931, qui commença à publier cinq mois plus tard une revue homonyme, parrainée et dirigée plus tard par Ramiro de Maeztu (« l'un des intellectuels les plus importants de la droite radicale en Espagne », qui « proposait un retour aux piliers fondamentaux du national-catholicisme »). Sa doctrine était inspirée du traditionalisme espagnol (Juan Donoso Cortés, Marcelino Menéndez Pelayo, Juan Vázquez de Mella), de l'Action française, du fascisme italien, de l'intégralisme portugais et de l'autoritarisme allemand (Oswald Spengler et Carl Schmitt). Dans les pages de la revue furent lancées des attaques contre la République et la démocratie, défendant un État autoritaire et corporatif, en appelant également à l'Armée, destinée à « organiser en permanence la contre-révolution » et « dont l'honneur et l'intérêt résident dans l'unité et la continuité de l'Espagne », selon Maeztu.
Parmi les collaborateurs de la revue figuraient, en plus de Maeztu (qui faisait également partie du comité directeur de Renovación Española), les principaux politiques et intellectuels de l'extrême droite à la fois alphonsiste et carliste (José Pemartín, Víctor Pradera, Eugenio Vegas Latapié, Eduardo Aunós, José Calvo Sotelo, Pedro Sainz Rodríguez, José María Pemán, Eugenio Montes, etc.). Maeztu et Calvo Sotelo publièrent des articles dans lesquels ils s'identifiaient avec le fascisme et appelaient à une alliance antirépublicaine qui inclurait les traditionalistes et les phalangistes. La justification de la violence défendue ces deux auteurs, qui culmina dans leurs discours répétés en faveur du coup d'État militaire, s'inscrivait selon González Calleja dans la mise à jour des doctrines thomistes et du iusnaturalisme chrétien plutôt que dans le mythe sorélien de la violence. D'autre part, c’est avec l'effondrement de la droite libérale et l'avancée de l'extrême droite pendant la Seconde République  que l'antisémitisme — avec des accents apocalyptiques — connut la plus grande diffusion, résonnant principalement auprès des carlistes et du clergé, ainsi que dans les rangs monarchistes.
Les partis de droite non républicains furent également influencés par le fascisme. Le journal catholique El Debate, organe officiel d'Acción Popular, dans un article publié en octobre 1932, faisant le bilan des « dix ans de fascisme » en Italie, déclara que « dans une vision d'ensemble, les éloges du Duce et du fascisme doivent être plus abondants et chaleureux que les critiques ». Le leader de la CEDA, José María Gil Robles, visita l'Italie fasciste en janvier 1933 et assista au Congrès du Parti nazi à Nuremberg en septembre. À son retour en Espagne, il exprima des opinions favorables au Troisième Reich et affirma dans un article qu'« à part certaines choses inadmissibles », « il y a beaucoup de choses utiles dans le fascisme ». De même, la CEDA loua le régime de Dollfuss en Autriche, dont le mode violent d'accès au pouvoir ne fut pas critiqué. Peu après, lors d'un meeting de la campagne des élections générales espagnoles de novembre 1933, Gil Robles déclara : « Pour moi, il n'y a qu'une seule tactique pour l'instant : former un nouvel État, une nouvelle nation, laisser la patrie purifiée des francs-maçons judaïsants. […] Pour réaliser cet idéal, nous n'allons pas nous arrêter à des formes archaïques. La démocratie n'est pas pour nous une fin en soi, mais un moyen d'aller à la conquête d'un nouvel État. Le moment venu, le Parlement se soumettra ou nous le ferons disparaître ». Ce processus de fascisation affecta principalement la branche jeunesse de la CEDA, les Jeunesses d'Action populaire (JAP), bien qu'elle ne constituât jamais une organisation proprement fasciste. Pour sa part, le leader de Renovación Española, Antonio Goicoechea, visita également l'Allemagne nazie et, à son retour, fit des commentaires enthousiastes sur Hitler, avec qui il s’était entretenu. Comme le souligne Ismael Saz, la droite connurent pendant la République un processus, bien qu’incomplet, d'imprégnation fasciste.

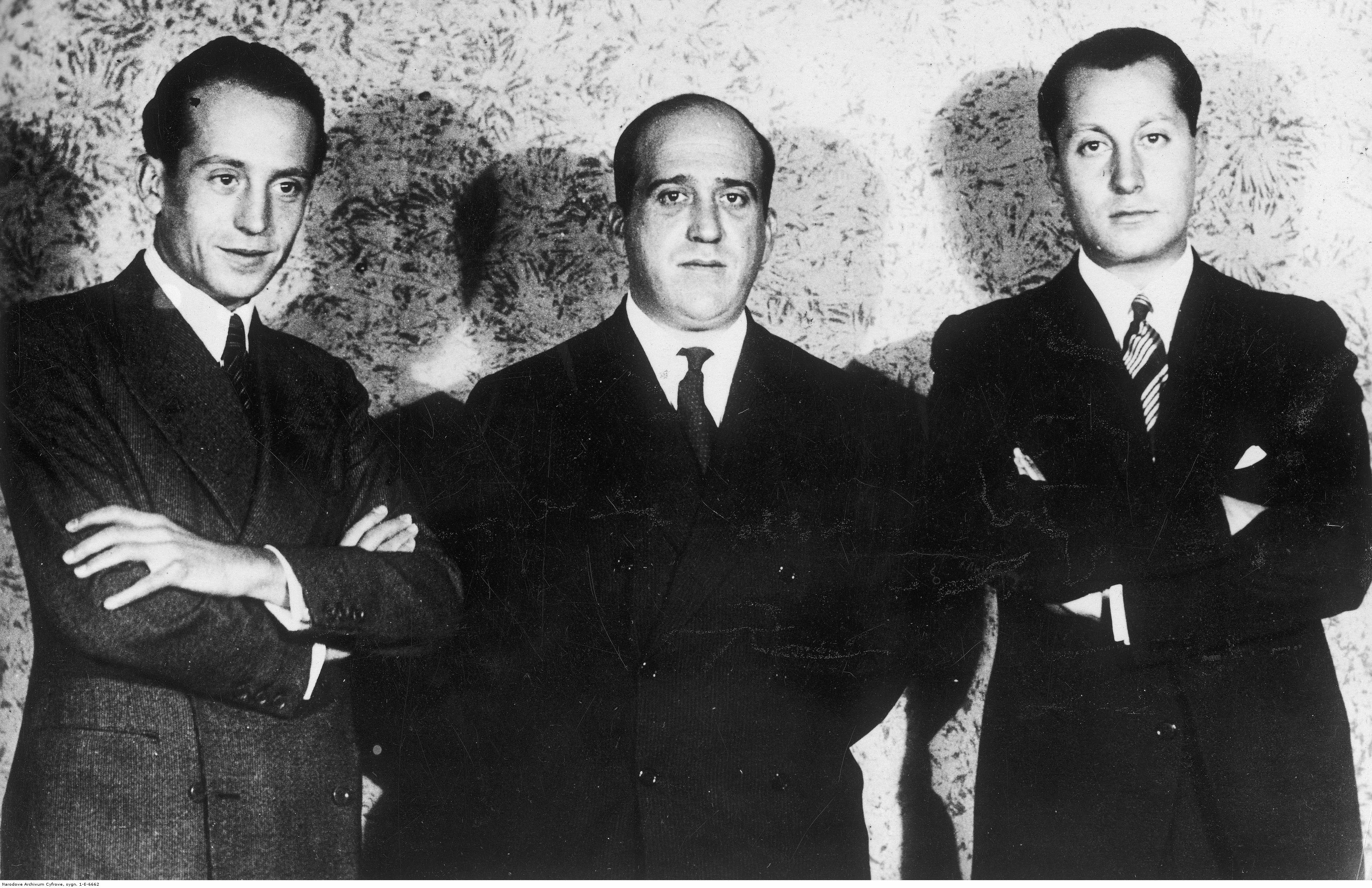
Alfonso García Valdecasas (à gauche), Julio Ruiz de Alda (au centre) et José Antonio Primo de Rivera (à droite), formèrent le triumvirat qui dirigea à l’origine la Phalange espagnole.

Quant aux véritables fascistes, ils ne réussirent pas à sortir de la marginalité avant les élections générales de février 1936, malgré le soutien économique reçu des monarchistes alfonsins et même de Mussolini. En octobre 1931, le premier parti fasciste espagnol fut fondé, les Juntas de Ofensiva Nacional Sindicalista (JONS), résultat de la fusion du groupe La Conquista del Estado de Ramiro Ledesma Ramos et des Juntas Castellanas de Actuación Hispánica d'Onésimo Redondo. Ce n’est toutefois qu’en février 1934 avec l’union des JONS et de la phalange espagnole de José Antonio Primo de Rivera, fils du dictateur, que naquit « l'organisation représentative principale du fascisme en Espagne » : Falange Española de las JONS,. Le nouveau parti reprit une grande partie de la symbolique et du lexique des JONS, que le franquisme reprendra plus tard à son tour (les cris de « Arriba España » et « España una, grande y libre » et la devise « Pour la Patrie, le Pain et la Justice »). D’autre part, la phalange compta également dès ses débuts dans sa structure des éléments d'origine militaire : militaires ayant volontairement pris leur retraite — à la suite de la réforme militaire de Manuel Azaña — comme Emilio Rodríguez Tarduchy, Luis Arredondo, Ricardo Rada ou Román Ayza, certains membres de l'Union militaire espagnole, des conspirateurs anti-républicains plus proches de l'extrême droite monarchiste que du fascisme. Un autre militaire, Juan Antonio Ansaldo, fut chargé d'organiser les milices du parti : la « Falange de la Sangre » ou « Primera Línea » (« Première Ligne »).
Lors du meeting de présentation du parti qui eut lieu le 4 mars 1934 à Valladolid, Primo de Rivera fit une démonstration de ses convictions antidémocratiques et d’un antiparlementarisme provocateur : « les hommes se divisent en bandes, font de la propagande, s'insultent, s'agitent et, finalement, un dimanche, ils placent une boîte en verre sur une table et commencent à jeter des petits bouts de papier sur lesquels on dit si Dieu existe ou non et si la Patrie doit ou non se suicider ». Les Veintisiete puntos (« Vingt-sept points »), programme officiel du parti, proposaient de créer un « État nacionalsyndicaliste », défini comme un « instrument totalitaire au service de l'intégrité de la patrie » et organisé de manière corporative (« ous les Espagnols y participeront à travers leur fonction familiale, municipale et syndicale. Personne n'y participera à travers les partis politiques. Le système des partis politiques  sera implacablement aboli, avec toutes ses conséquences — le suffrage universel, la représentation de camps en lutte et le Parlement que l'on connaît — »),. Selon Eduardo González Calleja, la forme prédominante du fascisme espagnol pendant la période de l'entre-deux-guerres fut caractérisée par un « ethos traditionaliste » et un caractère « contrerévolutionnaire ».

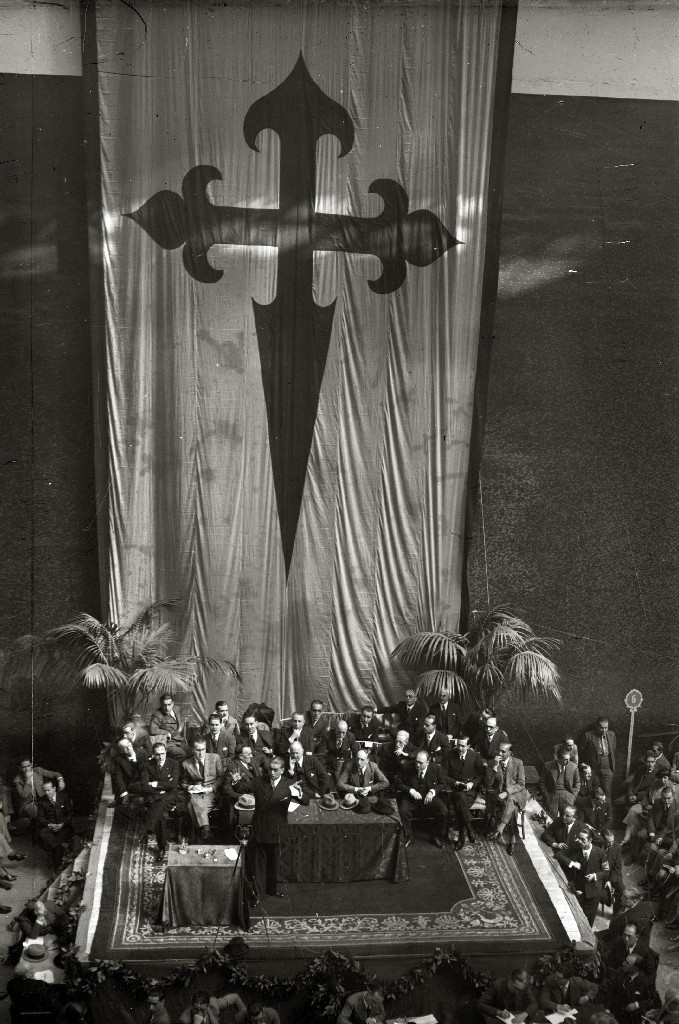
José Calvo Sotelo dans un meeting à Saint-Sébastien en 1935.

La révolution manquée d'octobre 1934 — et la répression qui s'ensuivit — fut considérée par la droite radicale antirépublicaine comme une occasion de mettre fin à la « menace révolutionnaire » une fois pour toutes, mais la CEDA rejeta cette option et resta dans la légalité (c’est précisément l'entrée de trois de ses membres au gouvernement qui avait été le détonateur de la révolution ; en mai 1935, ils étaient déjà cinq, avec Gil Robles lui-même à la tête du ministère de la Guerre). Pour sa part, la droite monarchiste alphonsine redoubla d'efforts pour renverser la République et donna naissance en décembre 1934 au Bloc national, dirigé par José Calvo Sotelo, ancien ministre de la dictature de Primo de Rivera, ancien mauriste et collaborateur d’Acción Española. Son objectif était de créer un front « national » qui inclurait non seulement Renovación Española (qui avait été incapable de gagner du terrain sur la CEDA) mais l’ensemble des forces antirépublicaines (dans le manifeste qu'il publia, il proposait non seulement d'anéantir la gauche, mais aussi de mettre fin à l'« État constitutionnel existant » pour le remplacer par un « nouvel État », « aux bases corporatives et autoritaires », comme il le précisa plus tard). Un secteur de la Communion traditionaliste rejoignit le projet (le principal idéologue du carlisme d’alors, l’ancien melliste Víctor Pradera, faisait partie de son comité exécutif), mais les fascistes de la Phalange refusèrent de s'intégrer au Bloc, ce qui provoqua une rupture définitive avec les monarchistes. Cela eut de graves conséquences pour le parti car il perdit son aide économique et finalement seul l'argent apporté par l'Italie fasciste le sauva de la disparition  .
La victoire du Front populaire lors des élections de février 1936 représenta l'échec de la « voie légaliste » prônée par la CEDA, si bien que les secteurs conservateurs non républicains commencèrent à soutenir la « voie insurrectionnelle » défendue et menée par Calvo Sotelo — « l'heure de Gil Robles était passée », souligne José Luis Rodríguez Jiménez —. Ainsi, les forces de droite antirépublicaines, y compris la CEDA dorénavant, encouragèrent, justifièrent et financèrent la conspiration militaire (es) soutenue par une partie de l'Armée, sous les directives du général Mola. Parallèlement, bien que la Phalange ait été interdite par le gouvernement du Front populaire et que ses principaux dirigeants — dont José Antonio Primo de Rivera — aient été arrêtés, le parti connut une forte croissance grâce à l'intégration dans ses rangs de nombreux jeunes de droite, la plupart issus des JAP, déçus par les positions « accidentalistes » et convaincus que c'était la meilleure option pour faire face aux « marxistes », comme cela s'était produit en Italie et en Allemagne . Les milices de la Phalange, ainsi que celles du Requeté carliste — qui avaient également connu une croissance importante — finirent par se joindre au coup d'État de juillet 1936 après avoir accepté les conditions avec le général Mola — José Antonio Primo de Rivera accepta le 29 juin ; la Junta Suprema Militar Carlista ne prit sa décision que le 15 juillet, deux jours après l'assassinat de Calvo Sotelo —, .
Au cours des mois précédents, les milices phalangistes — ainsi que les requetés — avaient provoqué des affrontements et commis des attentats contre des groupes et des personnalités de gauche — le plus retentissant étant la tentative d'assassinat du député socialiste et « père » de la Constitution de 1931 Luis Jiménez de Asúa le 12 mars, qui fut suivi de l'arrestation des dirigeants phalangistes —, tentant de créer un « climat de guerre civile » — auquel contribuèrent également largement les milices socialistes et communistes très radicalisées et qui profitèrent de la passivité du gouvernement —, justifiant le coup d'État qui était en gestation. Les interventions incendiaires de José María Gil Robles et de José Calvo Sotelo aux Cortès y contribuèrent également. Lors de la séance du 16 juin, ce dernier, qui, comme Gil Robles, était au fait de la conspiration golpiste, appela à l'intervention de l'armée « en faveur de l'Espagne et contre l'anarchie » et se déclara « fasciste » (« C'est là la racine de la révolution fasciste : la réaction des classes moyennes qui ne se résignent pas à être prolétarisées comme tous les habitants de Russie », déclara Calvo Sotelo),.
Le coup militaire, favorisé par la droite radicale mais organisé par une partie de l'armée, commenca au protectorat espagnol du Maroc dans l'après-midi du vendredi 17 juillet et son échec relatif au cours des trois jours suivants provoqua la guerre civile. La victoire finale fut remportée en 1939 par « une coalition de la droite antirépublicaine dans laquelle les formations d'extrême droite étaient largement représentées. Cependant, ce qui vint après n'était pas proprement la restauration de la monarchie ni une instauration suivant la voie néotraditionaliste, ni même le fascisme, mais la dictature franquiste ».

### Guerre civile (1936-1939)
Dans la zone contrôlée par les rebelles « nationalistes », la Junta de Defensa Nacional, l'organisme formé par les généraux rebelles qui avait initialement assumé tous les pouvoirs de l'État, interdit par un décret du 25 septembre toute activité politique et syndicale des forces qui soutenaient le « Soulèvement national (es) » (celles qui défendaient la République avaient déjà été déclarées hors la loi), invoquant la nécessité de « maintenir l'union fervente de tous les citoyens tandis que l'armée assume les pouvoirs de l'État, annihilant si nécessaire, toute apparition d'activités ou de partialités politiques ou syndicales de parti, même en excluant les mobiles les plus élevés dans les actions mentionnées ». Cependant, tant la Phalange que la Communion traditionaliste, dont les milices jouaient un rôle très important sur le front et dans la répression dans l'arrière-garde, poursuivirent leurs activités de propagande devant la perspective d’une fin prochaine de la guerre (la chute de Madrid était considérée comme imminente). Des incidents se produisirent également en leur sein, mais « il est certain que pendant les premiers mois de la guerre, les carlistes et les phalangistes disposaient d'une autonomie qu'ils ne retrouveraient jamais », alors qu’ils « constituaient les masses qui soutenaient le soulèvement ».
La nomination du général Franco comme generalísimo et chef de l'État espagnol ne fut accueillie avec grand enthousiasme ni par les carlistes ni par les phalangistes, au contraire des monarchistes alphonsins, en premier lieu Acción Española, qui « crurent voir en lui une garantie de la restauration de la monarchie à la fin de la guerre » ; de fait, ils occupèrent divers postes dans la Junta Técnica del Estado nommée par Franco le 1er octobre 1936, jour où il assuma tout le pouvoir militaire et civil de la zone soulevée.

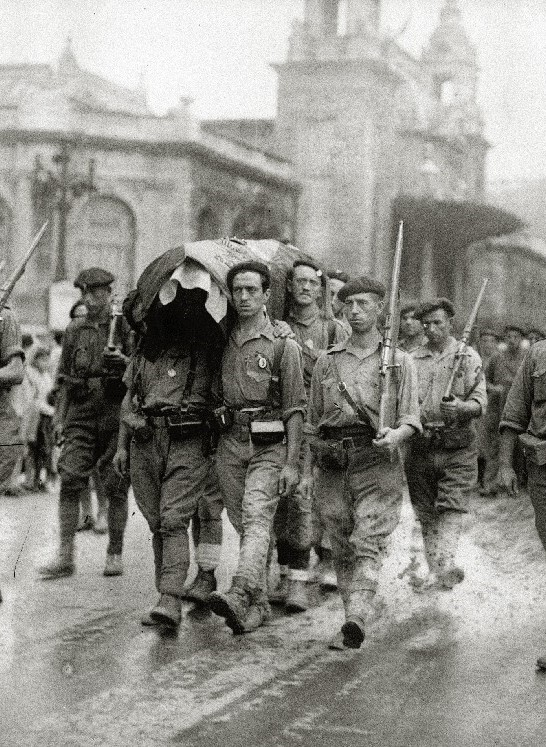
Requetés dans une procession funèbre à Saint-Sébastien en septembre 1936.

Falange Española de las JONS se transforma en un parti de masse dans la zone soulevée. José Antonio Primo de Rivera étant toujours emprisonné à Alicante, dans la zone républicaine, la Junte de Commandement provisoire fut formée le 2 septembre 1936, présidée par Manuel Hedilla. Les milices phalangistes combattirent sur le front (en octobre 1936, on estime qu'ils étaient environ 36 000, un peu plus de la moitié des volontaires qui s'étaient ralliés à la rébellion,), et les phalangistes participèrent également très activement à la répression dans la zone soulevée pendant la guerre civile — l'identification de la Phalange comme la principale force répressive dans la zone soulevée conduisit Manuel Hedilla à publier une circulaire qui disait : « Il est nécessaire d'éviter que la Phalange soit associée à une réputation sanglante, qui pourrait nous nuire à l'avenir —. Ils jouèrent également un rôle actif dans les travaux sociaux (assistance sociale) et la propagande. Le 20 novembre 1936, José Antonio Primo de Rivera fut exécuté à Alicante après avoir été jugé et condamné pour son soutien à la rébellion contre la République. L'impact de sa mort fut si important qu'il a été décidé de ne pas la diffuser dans la zone soulevée, au point que l'absence de nouvelles conduisit à parler de lui comme « L'Absent »,.
Quant aux carlistes, dont les requetés avaient connu une croissance sans précédent depuis le début de la guerre (début août, ils rassemblaient déjà plus de 50 000 participants), avaient formé le 1er septembre une Junte nationale présidée par Manuel Fal Conde, mais leur décision de créer en décembre 1936 la Real Academia de Requetés pour doter la milice carliste de nouveaux officiers les opposa au général Franco, qui communiqua à Fal Conde qu'il devait quitter l'Espagne « s'il ne voulait pas comparaître devant un conseil de guerre » (tandis que don Javier, qui avait succédé à son oncle Alphonse-Charles de Bourbon, mort le 28 septembre, ne fut pas autorisé à entrer en Espagne). Fal Conde partit pour Lisbonne et la Junte nationale fut dissoute. Elle fut remplacée par un Conseil de la Tradition, créé en mars 1937 sous la présidence de José Martínez Berasain (es), qui montra rapidement son adhésion à Franco. Deux mois auparavant, le Parti nationaliste espagnol avait annoncé qu'il s'intégrait à la Communion traditionaliste. Des membres de la CEDA et de Renovación Española avaient fait de même à titre personnel. Ce dernier parti avait annoncé le 8 mars 1937 qu'il se dissolvait au bénéfice de la création d'un « parti unique, ou plutôt d'un front patriotique », et avait lancé un appel à la CEDA pour qu'elle fasse de même, « en défense des intérêts nationaux suprêmes » .

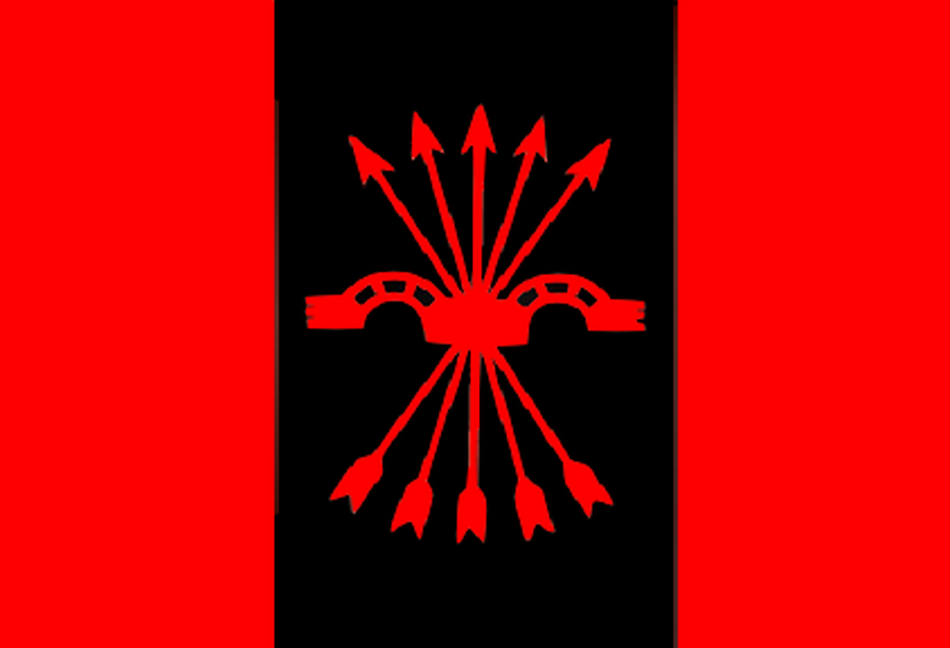
Drapeau de la Falange Española de las JONS.

Face aux rumeurs selon lesquelles Franco allait procéder à l'unification de toutes les forces politiques qui soutenaient le soulèvement, la Junte de Commandement provisoire de FE de las JONS entama des contacts avec les dirigeants de la Communion traditionaliste pour réaliser une union volontaire des deux formations, mais elles ne parvinrent pas à un accord car les carlistes refusèrent que cela se fasse par l'absorption de la Communion par Falange, comme le souhaitaient les falangistes, et par le peu d'intérêt qu'ils montrèrent pour la restauration de la monarchie, un point essentiel pour les carlistes. Début avril 1937, une grave crise interne éclata au sein de la Phalange car la majorité des membres de la Junte de Commandement provisoire cherchèrnt à destituer Hedilla, qu'ils qualifiaient de « franquiste » en raison des contacts qu'il avait entretenus avec le generalísimo pour faire en sorte que le nouveau parti unifié qui se profilait fût fait à l'image de la Phalange. Le 15 avril, Hedilla convoqua la réunion du Conseil national de FE de las JONS pour le 25 avril à Burgos dans l’intention de dissoudre la Junte et d'être élu chef national (jusqu'au retour de José Antonio, « le chef national indiscutable », car l’idée qu’il était encore en vie restait vivement entretenue), mais les membres de la Junte opposés à Hedilla créèrent le lendemain le « Triumvirat national de Falange Española de las JONS » formé par Agustín Aznar, Sancho Dávila et José Moreno, avec Rafael Garcerán comme secrétaire général, et destituèrent Hedilla pour « trahison finale à la Junte de Commandement ». Hedilla réagit et ordonna l'arrestation des membres du triumvirat, avec le soutien de Franco. Lorsque les milices fidèles à Hedilla se rendirent à la pension de Salamanque où Dávila résidait pour l’arrêter, une fusillade éclata, au cours de laquelle deux phalangistes furent tués — un de chaque camp —. Garcerán se défendit également en tirant depuis le balcon de son domicile. Dávila et Garcerán furent arrêtés.

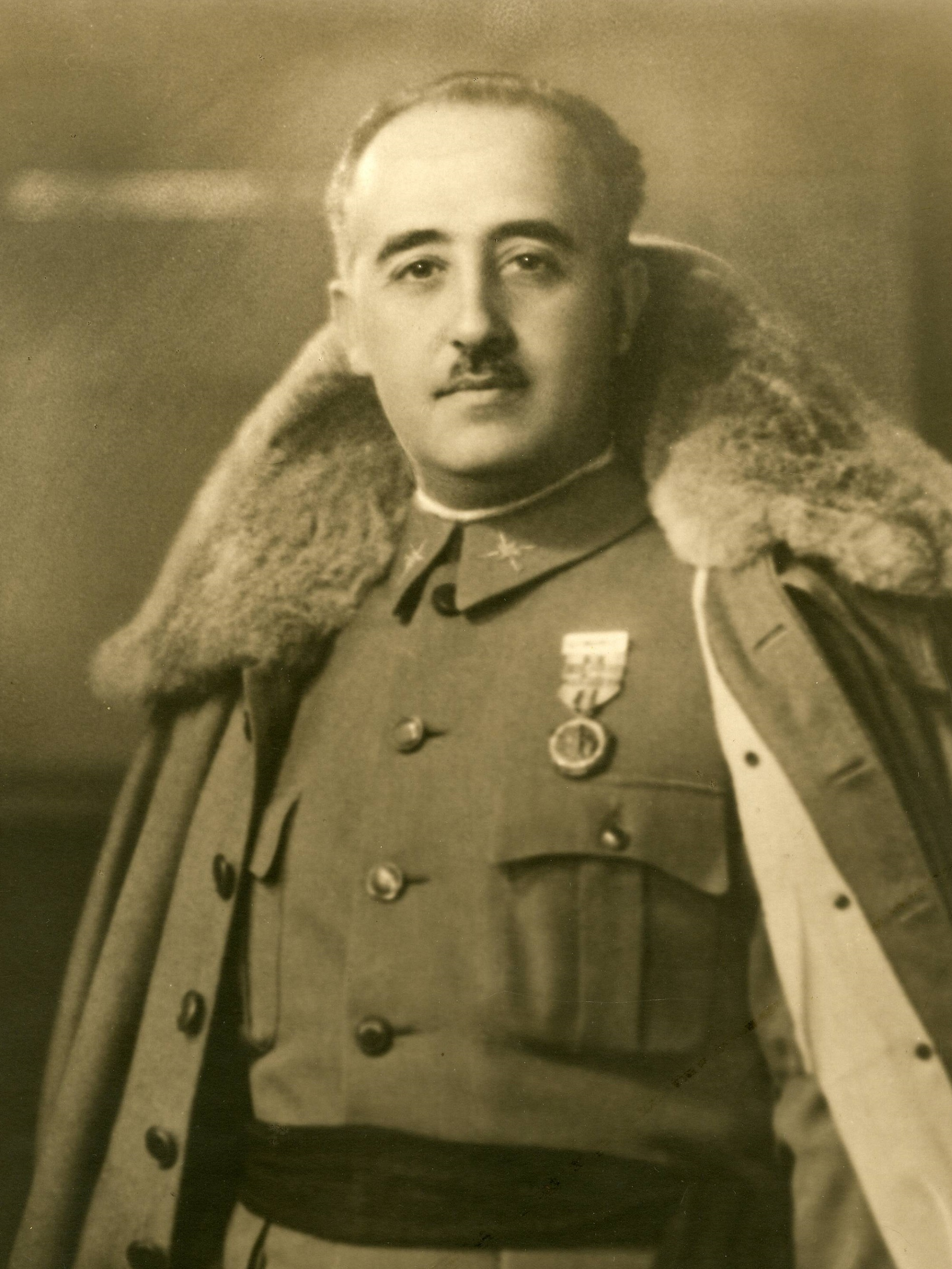
Portrait officiel du général Franco.

Le 18 avril, après les « événements de Salamanque » de la veille, le Conseil national se réunit et élut Hedilla chef national de Falange Española de las JONS. Cependant, cette même nuit, le général Franco annonça à la radio l'unification de Phalange et de la Communion traditionaliste, qui seraient intégrées dans un nouveau parti appelé Falange Española Tradicionalista y de las JONS (FET y de las JONS), sans que ni les traditionalistes ni les phalangistes aient pu négocier le contenu du Décret d'unification, qui fut rendu public le lendemain. « C'était un acte unilatéral de Franco ». Les autres partis qui avaient soutenu le « soulèvement national » se trouvaient également dissous. La structure de FET y de las JONS serait pratiquement la même que celle de Falange Española de las JONS, avec Franco lui-même à sa tête, ainsi qu'un secrétariat ou un comité (junta) politique et un conseil national. De même, le nouveau parti unique adoptait les « vingt-six points » de Falange comme programme (le point vingt-sept avait été supprimé car il disait que Phalange ne pactiserait jamais avec d'autres forces politiques). Cependant, comme le souligne Joan Maria Thomàs, « bien que le nouveau parti s'appelle également Falange », une « entité nouvelle » avait été créée, et « Falange comme la Comunión avaient été effacées d'un trait de plume ».
Le 22 avril fut publié un nouveau décret dans lequel Franco, en tant que chef national, nommait les membres du secrétariat ou comité politique du nouveau parti. Manuel Hedilla figurait en première place de la liste, mais sous une forte pression des partisans du triumvirat vaincu — et de Pilar Primo de Rivera, la sœur de José Antonio — qui l'accusèrent d'avoir « vendu la Falange à Franco » et d'être un « traître », il renonça à son poste. La réaction du Generalísimo fut fulgurante. Hedilla fut arrêté avec vingt-huit autres membres de la Phalange et soumis à deux conseils de guerre. Lors du second, qui se tint le 5 juin, il fut condamné à mort avec trois autres « camarades », bien que Franco commuât finalement leur peine capitale en réclusion à perpétuité. C'est ainsi que naquit le « Mythe Hedilla », « qui avec le temps fut peu à peu présenté — et il se présenta lui-même — comme le leader phalangiste maltraité par le franquisme, pour s'être opposé à l'unification alors qu'il en avait traité avec Franco » .
La majorité des postes du nouveau parti et de ses délégations ou services nationaux (Section féminine, Aide sociale, Presse et Propagande, etc.) furent occupés par les « chemises vieilles » phalangistes, au détriment des carlistes (les phalangistes avaient également la majorité au Conseil national et dans la Junte politique). Franco délégua de facto la direction de facto à son beau-frère Ramón Serrano Suñer — le cuñadísimo —, qui établit lui-même une alliance avec les phalangistes « légitimistes » (un groupe formé par des membres de la famille de José Antonio Primo de Rivera et des hauts dignitaires proches qui étaient proches de lui), qui acceptèrent la nouvelle direction de Franco, « uniquement responsable devant Dieu et devant l'Histoire », selon les statuts du parti approuvés en août 1937, alors que FET et de las JONS se constituait suivant le modèle de l'ancienne Phalange. Le pouvoir de Serrano Suñer fut renforcé après sa nomination en janvier 1938 comme ministre de l'Intérieur dans le premier gouvernement de Franco (es), qui n’incluait pourtant que deux ministres falangistes.

## Dictature franquiste (1939-1975)

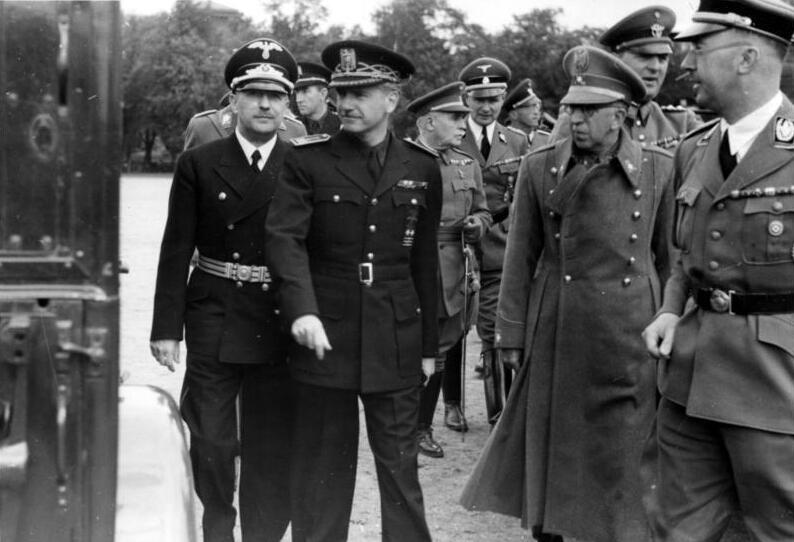
Visite à Berlín du cuñadísimo Ramón Serrano Suñer, accompagné du général Antonio Sagardía, reçu par Himmler en septembre 1940. Le mois suivant Serrano Suñer fut nommé par Franco ministre des Affaires étrangères.

Les phalangistes proposèrent la fascisation du Nouvel État — et de la société —, bien que le Fuero del Trabajo (« Charte du Travail »), approuvé en pleine guerre civile et dont le modèle était la Carta del Lavoro de l'Italie fasciste, reprît en partie les positions catholiques et traditionnelles . C’est Serrano Suñer qui dirigea le processus de fascisation, bien qu'il n'eût jamais milité dans la Phalange.. Franco créa un poste spécifique pour lui, celui de président du Comité politique (Junta Política), ce qui en faisait le numéro deux du parti après le Caudillo,. De plus, Serrano Suñer était à la tête de la Délégation nationale de la presse et de la propagande.
L'un des premiers succès du processus de fascisation fut de faire en sorte que les syndicats verticaux ne dépendent pas du gouvernement mais du parti et à la nomination à la tête de la toute nouvelle Délégation nationale des syndicats du camisa vieja Gerardo Salvador Merino. D'autres domaines dans lesquels la fascisation progressa sont ceux liés aux femmes, avec la mise en avant de la Sección Femenina (Section féminine, SF), dirigée par Pilar Primo de Rivera, et de la jeunesse, avec la création du Frente de Juventudes (« Front des jeunesses »). De plus, le Generalísimo Franco lui-même avait adopté le langage fasciste et envisageait l'entrée en guerre aux côtés d'Hitler et de Mussolini (Serrano Suñer assuma également le portefeuille des Affaires étrangères). Ainsi, la dictature franquiste, de façon analogue à d'autres régimes fascistes en Europe au XXe siècle, incorpora à sa liturgie les rites de sacralisation du leadership charismatique et de la nation et de l'État caractéristiques de l'imaginaire fasciste.

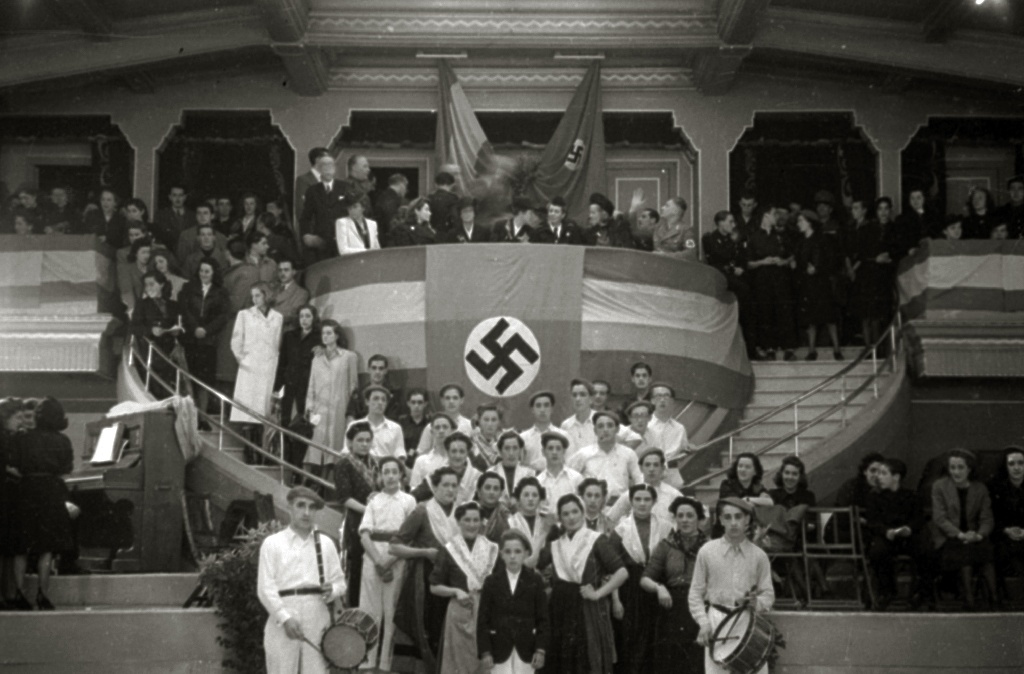
Rassemblement de FET y de las JONS célébré en 1941.

Lorsque Serrano revendiqua en mai 1941 le pouvoir total pour la Phalange, Franco prit le contrôle du ministère de l'Intérieur, privant ainsi Serrano de son autorité. Il nomma José Luis Arrese, un camisa vieja fidèle à sa personne, ministre-secrétaire général du Movimiento, qui prit également en charge les portefeuilles de la presse et de la propagande, mettant ainsi fin à la crise de mai 1941. Peu après, Salvador Merino fut destitué de son poste de Délégué national des syndicats. La chute définitive de Serrano Suñer eut lieu début septembre 1942 à la suite de la crise d'août 1942, déclenchée par l'attentat de Begoña. Franco laissa le poste de président de la Junte politique vacant, renforçant ainsi son contrôle sur FET y de las JONS. Après s'être débarrassé de Serrano, Franco s'appuya sur Arrese, qui avait rapidement compris que si la Phalange voulait rester l'un des piliers du régime, elle devait s’identifier complètement au Caudillo et abandonner ses prétentions hégémoniques.
L'évolution de la Seconde Guerre mondiale favorable aux Alliés conduisit Franco à suspendre le processus de fascisation et à faire marche arrière lorsque la défaite définitive de l'Axe survint en mai 1945. La dictature franquiste tenta alors de se présenter aux Alliés comme un « régime catholique » qui n'avait rien à voir avec le « totalitarisme », et commença à diffuser dans sa propagande un concept de la « démocratie organique », « une formule visant à dissimuler la dictature franquiste ». De même, la propagande mit en emphase le caractère anti-communiste du régime et sa contribution à la défense de la « civilisation chrétienne ». Tout cela avec l’objectif de « faire oublier les velléités totalitaires des premières années du franquisme ». Dès lors c’est le national-catholicisme qui prédomina ; selon Ismael Saz, il constituait, avec le fascisme issu de Falange Española de las JONS, l'une des deux cultures politiques qui confluèrent dans le franquisme. Cependant, Franco refusa d'écouter ce que les Alliés lui demandaient le plus : supprimer le parti unique FET y de las JONS, « l'institution la plus fasciste du régime », bien que sa présence publique diminuât considérablement (avec par exemple la suppression « salut national » avec le bras levé).

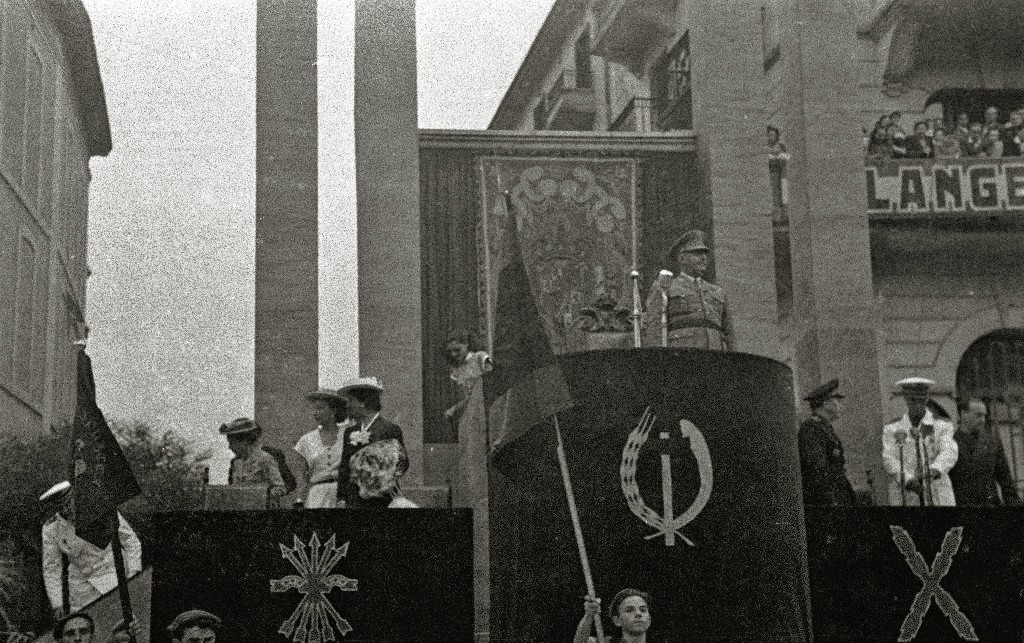
Visite de Franco à Tolosa en 1948.

Certains des falangistes « dissidents » — ou « intransigeants », selon les services d'information du parti — qui se considéraient comme les représentants de la « Phalange authentique », formèrent de petits groupes clandestins prêts à réaliser la « révolution en attente » (national-syndicaliste). La plupart d'entre eux étaient des camisas viejas, d'anciens combattants de la Division Bleue ou membres du Frente de Juventudes. Déjà pendant la guerre civile, et après l'emprisonnement de Manuel Hedilla, des pamphlets et des feuilles volantes avaient fait sporadiquement leur apparition, revendiquant une « Phalange espagnole authentique ». À la fin de 1939, une Junte politique autoproclamée de la Phalange fut formée à Madrid, impulsée par Patricio González de Canales, inspecteur général de FET y de las JONS, qui avait été en contact avec le général phalangiste Juan Yagüe, qui serait destitué par Franco de son poste de ministre de l'Air car il avait réclamé un plus grand protagonisme pour le parti et une alliance plus étroite avec l'Allemagne nazie. De son côté, Eduardo Ezquer fonda à Gérone le groupe Ofensiva de Recobro Nacional Sindicalista (ORNS), qui fut partiellement démantelé par la police en novembre 1942. Du côté des carlistes, plusieurs petits groupes « intransigeants » émergèrent également en défense des idées idéologie traditionalistes.
Une fois l’isolement international du franquisme dépassé en conséquence du contexte la Guerre froide (bien que le régime ne fut admis à l’ONU qu’en 1955), le général Franco s'empressa de rendre au parti unique son rôle dans le régime. C'est ainsi que « Fet y de las JONS continua leur chemin », bien que « de plus en plus bureaucratisé ». La grande majorité de ses membres avait totalement accepté la subordination du parti à Franco. Seule une très petite minorité continuait à revendiquer la « falangisation de l'État » et parlait de la « révolution [nationalsyndicaliste] en attente », comme les autoproclamées Juntas de Actuación Nacional Sindicalista ou certaines associations de JONS. D'autre part, de jeunes phalangistes participèrent à des troubles de rues, à des confrontations avec des monarchistes, des libéraux et des gauchistes à l'université et à diverses manifestations de protestation montrant leur désaccord avec l'évolution du régime.

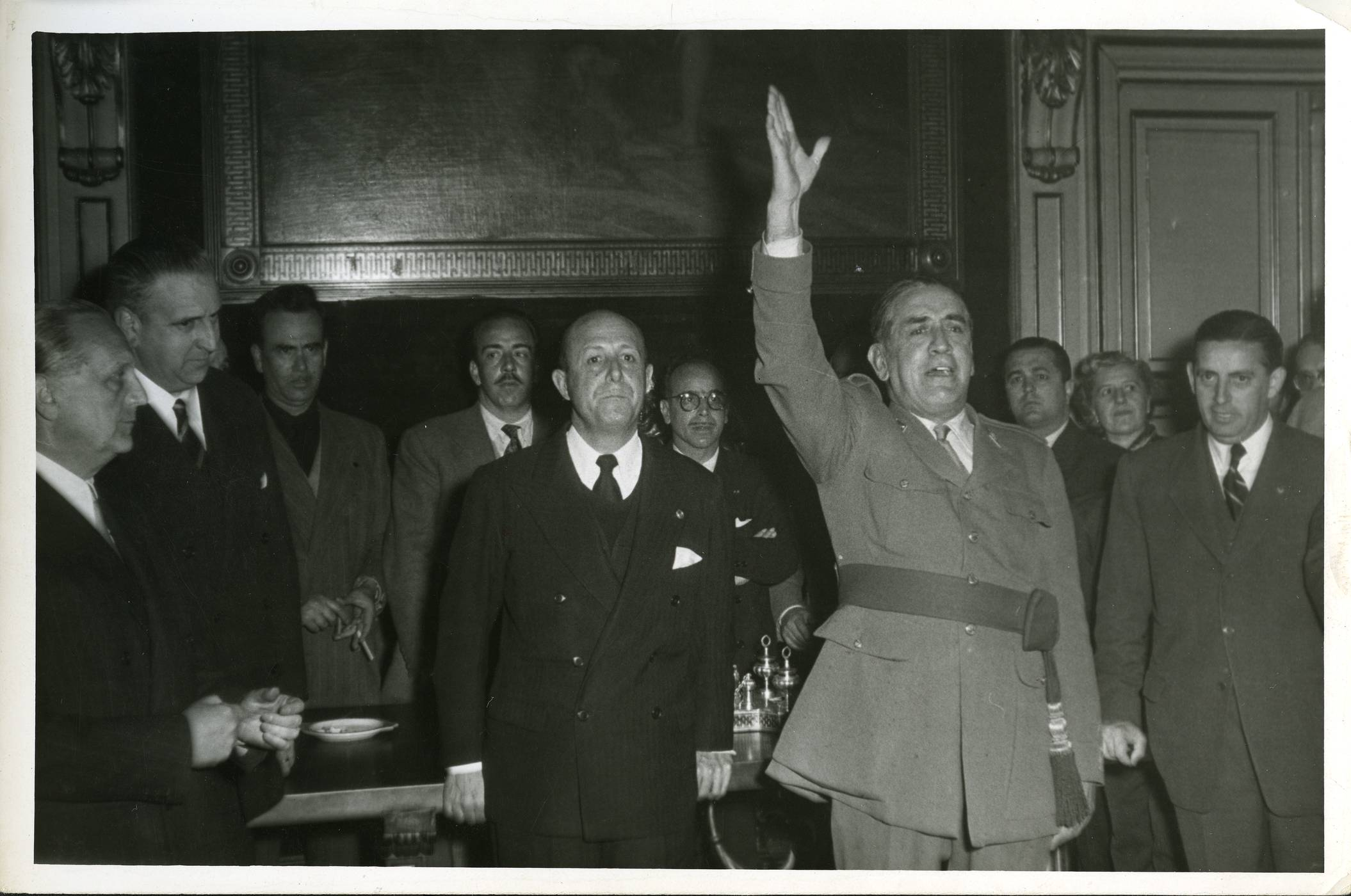
Acte commémoratif d’anciens combattants de la Division bleue à la mairie de Madrid en la présence du maire, le comte de Mayalde.

La dernière tentative  de replacer le parti au centre des institutions franquistes « la « refalangización du régime » » fut menée en 1956-1957 par José Luis Arrese, ministre-secrétaire général du Movimiento. Dans les trois avant-projets de loi présentés par celui-ci, un énorme pouvoir était concédé au Conseil national du Movimiento, ce qui suscita l'opposition du reste des « familles du franquisme » (monarchistes, catholiques et traditionalistes), et Franco finit par le destituer. La Loi des principes du Mouvement national adoptée en 1958 n'était plus une initiative phalangiste, mais celle d'un nouveau secteur catholique : les « technocrates » liés à l'Opus Dei qui étaient hissés au pouvoir par l'amiral Carrero Blanco, sous-secrétaire de la Présidence avec rang de ministre, et qui était le principal conseiller de Franco depuis la chute de Serrano Suñer. C'est également lui qui rédigea la Loi organique de l'État de 1967, la dernière des Lois fondamentales du franquisme, préalablement adoptée par référendum.
Face à la montée en puissance des « technocrates » sous l’impulsion de Carrero Blanco, un secteur phalangiste dirigé par la « vieille garde » chercha à revenir aux principes originels en prônant la « révolution en attente ». En 1959, les dénommés « Cercles doctrinaux José Antonio » faisaient leur apparition, tandis qu'un autre secteur dirigé par José Solís Ruiz, nouveau ministre-secrétaire du Movimiento, chercha à revitaliser le mouvement en l'ouvrant à la participation populaire par la création d'« associations politiques » en son sein. Ce projet échoua néanmoins en raison de l'opposition de Franco lui-même. En octobre 1969, les « technocrates » prirent le dessus lorsque Carrero Blanco forma un gouvernement dit « monochrome » car ils y détenaient presque tous les portefeuilles. L'un de ses membres était Gonzalo Fernández de la Mora, le principal idéologue des « technocrates » immobilistes.
L'année suivante, la dénomination FET et de las JONS cessa d'être utilisée pour se référer au Movimiento Nacional. En juin 1973, Franco nomma Carrero Blanco président du gouvernement, de sorte que pour la première fois dans l'histoire de la dictature, le dictateur ne cumulait pas cette charge avec celle de chef de l'État, mais Carrero fut assassiné par le groupe nationaliste basque ETA six mois plus tard. Il fut remplacé par Carlos Arias Navarro, dernier président de la dictature franquiste et premier de la monarchie de Juan Carlos Ier. Le 1er avril 1977, deux mois et demi avant la tenue des premières élections démocratiques depuis 1936, le gouvernement d'Adolfo Suárez (qui avait remplacé Arias Navarro en juillet 1976) promulguait un décret supprimant le Movimiento Nacional, les organisations qui en dépendaient étaient intégrées dans divers ministères.
Quant au carlisme, deux secteurs se sont progressivement constitués au cours des années 1960 : l'un « évolué » dirigé par le fils aîné de don Javier, Charles-Hugues de Bourbon ; et l'autre attaché au traditionalisme intégriste, dirigé par Sixte-Henri de Bourbon, deuxième fils de don Javier. La scission fut consommée au début de la décennie suivante, don Javier prenant parti pour Charles-Hugues, en faveur de qui il finit par abdiquer tous ses « droits ». En 1970, celui-ci avait fondé le Parti carliste, qui prônait une « monarchie socialiste, démocratique et populaire », et se rallia à l'opposition antifranquiste (« le carlisme a remporté militairement la 18 juillet, aujourd'hui nous nous considérons dans le camp des vaincus », lisait-on en mars 1971 dans une publication qui le soutenait). Pour sa part, Sixte de Bourbon se présentait comme le défenseur de la pureté idéologique du carlisme, accentuant ses positions intégristes. Ses partisans seraient les protagonistes des sanglants événements de Montejurra en mai 1976, qui scellèrent la division du carlisme (beaucoup de partisans de Sixte finiraient par s'intégrer au parti néofranquiste Fuerza Nueva).

### Franquisme tardif (1969-1975)
Pendant la dernière étape du franquisme, diverses organisations phalangistes se présentant comme « authentiques » face à la « Phalange de Franco » émergèrent. Toutes proclamaient être les continuatrices de la pensée « vraie » de José Antonio Primo de Rivera, « dénaturée » par le régime franquiste et les « franquofalangistes », et mettaient l'accent sur l'« anticapitalisme » de la doctrine fasciste-phalangiste. Des groupes tels que le Frente Nacional de Trabajadores de l'ancien phalangiste Narciso Perales, qui après le conflit survenu avec sa branche juvénile (le Frente de Estudiantes Sindicalistas) devint le Frente Sindicalista Revolucionario (FSR). Ce dernier réussit en 1966 à attirer à ses rangs Manuel Hedilla, qui en assuma la présidence, bien que le seoncd chef national de Falange Española de las JONS se désolidarisât finalement du FSR car il le considéra trop « gauchiste » et fonda en 1968 le davantage « pro-franquiste » Frente Nacional de Alianza Libre (après la mort de Hedilla en février 1970, la présidence fut assumée par Patricio González de Canales). Ces groupes furent tolérés par le régime mais étaient étroitement surveillés, en particulier par la Garde de Franco, qui devenait de plus en plus une force paramilitaire au service du ministère de l'Intérieur.
De leur côté, les Círculos Doctrinales José Antonio, dirigés par Diego Márquez Horrillo depuis 1966, envisagèrent la possibilité de refonder Falange Española de las JONS et s’éloignèrent donc du Movimiento Nacional. Des comités de promotion de FE de las JONS furent créés, mais obtinrent très peu de soutien. Par ailleurs, dans ce contexte de réactivation du fascisme « authentique », le Círculo Español de los Amigos de Europa (CEDADE), une organisation néonazie, apparut à Barcelone en septembre 1966. Elle reçut le soutien de certains hauts responsables du régime comme le lieutenant général Tomás García Rebull, ancien divisionnaire. Cependant, CEDADE subit un dur coup qui le conduisit presque à disparaître lorsque le gouvernement franquiste de Carlos Arias Navarro, sous la pression de divers médias, finit par interdire en avril 1974 le Congrès des Jeunesses nationales européennes néonazies qui devait se tenir à Barcelone
.

Logo du groupe néofranquiste Fuerza Nueva, qui en tant que part intégrante du «búnker» s’opposa radicalement à toute tentative d’« ouverture » du franquisme.

Parallèlement, des groupes d'extrême droite para-policiers firent leur apparition sous la protection de l'appareil répressif et des services secrets franquistes (ou directement organisés par eux), tels que Defensa Universitaria (qui agit entre 1962 et 1968) et Acción Universitaria Nacional (entre 1968 et 1973), dont l'objectif était de mettre fin par des méthodes violentes à la « subversion » sur les campus universitaires, où l'opposition au régime était en plein essor. Les Guerrilleros de Cristo Rey agirent également violemment sur les campus, bien que leur principal objectif fût les ecclésiastiques qui s'étaient éloignés du régime en suivant les enseignements du concile Vatican II. Ils commirent également des attentats contre des librairies et des kiosques de presse. D'autres groupuscules nés durant ces années eurent également recours à des méthodes terroristes pour attaquer toute manifestation d'opposition au régime et bénéficièrent aussi bénéficié de la protection et de la complicité de la police franquiste (et des services secrets). On peut citer les néo-nazis Partido Español Nacional Socialista (PENS), Movimiento Social Español et Movimiento Nacional Revolucionario.
Durant le franquisme tardif, les groupes politiques « néofranquistes » firent également leur apparition, formant ce qui était appelé le « Búnker ». Ils regroupaient des franquistes « involutifs », qui s'opposaient radicalement aux propositions d'« ouverture » du régime (et à leurs timides réalisations comme la Loi sur la presse de 1966, soutenue par le ministre Manuel Fraga Iribarne) et qui proposaient au contraire de revenir à leurs principes fondateurs (franquisme phalangiste et intégrisme catholique), rejetant également l'alternative « immobiliste » des « technocrates ». Ils avaient la sympathie de Carrero Blanco et peut-être de Franco lui-même. En 1966 fut fondée la revue Fuerza Nueva. Depuis ses pages, son directeur, le notaire Blas Piñar, avertit que « en Espagne, nous souffrons d'une crise d'identité de notre propre État ». Plus tard, à l'initiative de l'ancien ministre du Travail et camisa vieja de la Phalange, José Antonio Girón de Velasco, fut fondée la Confederación Nacional de Excombatientes dans le but de « coordonner et renforcer les activités des différentes fraternités et associations d'anciens combattants dans l'idéal commun de la survie et de la solidité des Principes du 18 juillet, et en particulier pour assurer la transmission de ces principes, en tant que legs le plus précieux aux nouvelles générations ». En novembre 1974, Girón fut élu président de la Confédération (parmi ses membres figuraient le lieutenant général Tomás García Rebull) et en juin 1975, El Alcázar devint son organe de presse (un journal qui, depuis que le phalangiste Antonio Gibello en avait pris la direction en 1971, était déjà le porte-parole de l'extrême droite en Espagne). La présidence de la société éditrice fut occupée par le général Jaime Milans del Bosch et la vice-présidence par Girón (plusieurs généraux étaient membres de son conseil d'administration, ainsi que des figures importantes de Fuerza Nueva). Antonio Gibello en resta le directeur. Comme le note Xavier Casals, l'ultra-droite des années 1970 serait configurée autour de ces groupes néofranquistes.

## Époque démocratique

### Transition démocratique (1975-1982)

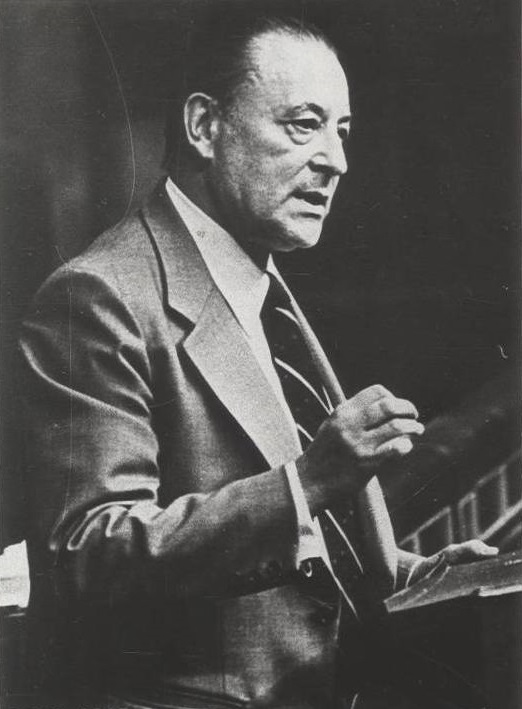
Blas Piñar au Congrès des députés.

Après la mort du général Franco, l'extrême droite ne parvint pas à freiner la réforme politique (es) impulsée par les gouvernements d'Adolfo Suárez : les Cortes franquistes votèrent la Loi pour la réforme politique contrairement à ses aspirations et le « non » qu’elle défendait au référendum de 1976 reçut très peu de soutien (moins de 3 %). L'extrême droite se retrouva ainsi isolée et certains des nombreux groupes et partis qui la composaient choisirent de se joindre à Alianza Popular, « principal axe et agglomérant de la classe politique franquiste en faveur d'une réforme limitée », dirigée par l'ancien ministre franquiste Manuel Fraga Iribarne. Ce fut le cas de l’Union nationale espagnole, présidée par l'ancien ministre Gonzalo Fernández de la Mora et dont faisaient partie de nombreux traditionalistes comme José Luis Zamanillo, Antonio María de Oriol et le marquis de Valdeiglesias. L'isolement s'accentua lorsque le 1er avril 1977, le gouvernement Suárez supprima le Movimiento Nacional, faisant passer ses organes de presse et de radio sous son contrôle direct (le numéro du 22 avril du journal Arriba fut publié sans le joug et les flèches, l'emblème historique de Phalange) .
Pendant la période de la transition démocratique, l'extrême droite mena une « stratégie de la tension », visant à empêcher la consolidation d'un système démocratique, ce qui donna lieu à une vague d’actes terroristes (es) — avec des groupes tels que l'Alliance apostolique anticommuniste (AAA), l'Antiterrorisme ETA (ATE), les Groupes armés espagnols (GAE), les Guerrilleros de Cristo Rey, le Bataillon basque espagnol (BVE) et d'autres groupes de moindre importance tels que les Commandos antimarxistes —, profitant des attentats de l'ETA et du GRAPO pour organiser des manifestations appelant à la prise de pouvoir par les militaires, et incitant à plusieurs reprises au coup d'État depuis les pages d'El Alcázar ou El Imparcial (es). À partir de la mort de Franco, le discours révisionniste et même philonazi sur la Division bleue prit une importance particulière pour l'extrême droite espagnole en raison du nouveau contexte politique.

Logo de la coalition Alianza Nacional 18 de Julio, formée de Fuerza Nueva et Falange Española de las JONS. Elle se présenta aux élections de juin 1977, mais n’obtint aucun siège.

Au début de la Transition, l'extrême droite présenta, selon Ferran Gallego, deux projets politiques pour les élections générales de 1977 : la fédération de partis de l'Alliance populaire (alors opposée à un processus constituant) et l'Alliance nationale du 18 juillet. Aux élections générales de mars 1979, la coalition Union nationale, dirigée par Fuerza Nueva, devenue la formation hégémonique de l'extrême droite, remporta un siège pour Madrid occupé par Blas Piñar, le leader de Fuerza Nueva, ce qui fit de l'Espagne l'un des premiers pays européens à compter un député de cette tendance politique, bien qu'il ne conservât son siège que pour une seule législature (1979-1982). D'autre part, l'extrême droite tenta de freiner la transition politique par sa mobilisation constante. L'activisme, la rhétorique prétorienne et la violence « tribale » adoptée par Fuerza Nueva attirèrent certains jeunes vers l'organisation. L'échec du coup d'État du 23 février marque la fin des aspirations au pouvoir par la voie du coup militaire.
Aux élections générales d'octobre 1982, Fuerza Nueva se présenta en solitaire et seulement dans la circonscription de Madrid, n'obtenant que 20 139 voix, qui, ajoutés aux voix obtenues par le reste des candidatures d'extrême droite (11 496), signifiait qu’elle avait perdu à Madrid 80 000 électeurs par rapport à 1979. Dans l'ensemble de l'Espagne, elle en avait perdu 300 000. Cette débâcle est imputée à l'échec du coup d’État du 23-F survenue vingt mois plus tôt (l’une des candidatures était Solidarité espagnole, dont le chef de liste pour Madrid était le putschiste ancien lieutenant-colonel Antonio Tejero, qui remporta 8 994 voix). Comme le souligne José Luis Rodríguez Jiménez, le « désastre électoral » de 1982 a confirmé que « le néofranquisme politique était une force résiduelle ».
Un mois seulement après les élections, Fuerza Nueva annonça sa dissolution (à la date symbolique du 20 novembre) mais le parti ne disparut pas complètement, se trouvant remplacé par une série d'associations provinciales, telles que celle constituée à Madrid en février 1983 sous le nom de Centre d'études sociales, politiques et économiques, présidée par Blas Piñar. Son siège social était situé dans l'immeuble de Fuerza Nueva Editorial. Celle de Barcelone s'appelait Adelante España et celle de Valence, Unión Hispana. Par ailleurs, l'ancien ministre de Franco et camisa vieja Raimundo Fernández Cuesta, âgé de 86 ans, renonçait à la direction nationale de Falange Española de las JONS en février 1983, invoquant une « certaine lassitude, plus morale que physique ». Il fut remplacé par Diego Márquez qui tenta de marquer les différences entre la Phalange et Fuerza Nueva. « Si l'on ajoute à la dissolution du parti dirigé par Piñar le niveau de désorganisation, de déphasage idéologique et de perte de militants qui se manifeste dans l'ensemble des groupes falangistes, on peut affirmer qu'en 1982, une étape de l'histoire de l'extrême droite espagnole se ferme ». Xavier Casals ajoute qu’« en se dissolvant, FN perdit son pôle dynamique et fédérateur, sombrant dans la marginalité, l'atonie et l'atomisation ».
Pendant la transition démocratique, l'extrême droite subit double échec : elle ne réussit pas à empêcher le passage à un système démocratique, ni à s'organiser pour agir et concourir dans des élections libres. José Luis Rodríguez Jiménez l’impute à son incapacité à s'adapter au changement de culture et de valeurs qu'avait connu la société espagnole (les conditions qui auraient pu permettre « le succès électoral de forces politiques liées au néofranquisme ou au néofascisme » n’étaient pas réunies, « quatre décennies d'autoritarisme de droite avaient conduit à un revirement qui finit par discréditer l'extrême droite »), au souvenir de la guerre civile (promu par les néofranquistes) qui fit qu'on considérait « avec méfiance la propagande de forces qui représent[ai]ent des options extrémistes » (les programmes des partis d'extrême droite n'avaient guère changé depuis la fin de la guerre civile), au fait qu'elle centra « sa propagande sur un prétendu chaos du système démocratique », qui ne s'est jamais produit, qu'elle n'« élabora aucune sorte d'analyse sur ce que pouvait signifier, et comment devait être abordée, la transition du régime autoritaire franquiste à une démocratie parlementaire au sein d'une monarchie constitutionnelle. Elle n'avait qu'un seul objectif : éviter que ce processus ait lieu », si bien qu'elle n'avait pas de stratégie électorale (son immobilisme idéologique était total : « l'extrême droite espagnole [à la différence de celle des autres pays occidentaux] ne semblait pas avoir réalisé que les techniques de présentation et d'inculcation idéologique, et plus important encore, les thèmes et les arguments, avaient radicalement changé au cours des trente dernières années […]. Il n'y avait pas de place pour le franquisme après Franco, et encore moins pour l'extrême droite néofranquiste »). Un dernier facteur expliquant le double échec est sa grande fragmentation dans des groupuscules qui n’avaient pas confiance les uns dans les autres.

### Jusqu'aux années 2000: Une traversée du désert?

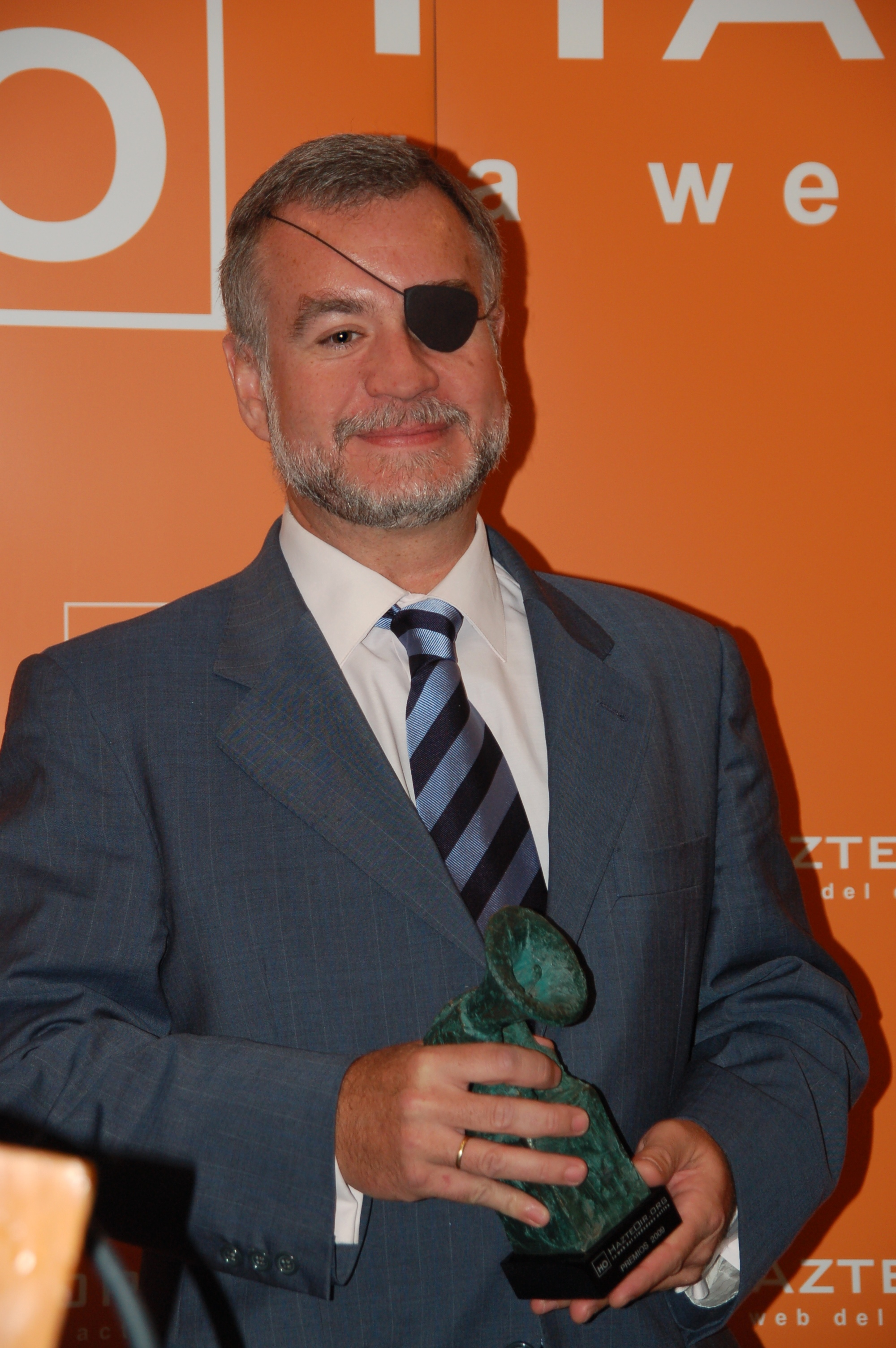
José Javier Esparza en 2009.

En Espagne, comme en Grèce et au Portugal, l'extrême droite connut une période plus ou moins longue de « traversée du désert » ; ses propositions commencèrent à susciter un rejet massif de la population. Même après la perte de son siège au Congrès des députés lors des élections de 1982, Blas Piñar resta le leader de l'extrême droite espagnole en dirigeant le parti Front national (es), une refondation de Fuerza Nueva, qui bénéficia du soutien du Front national français de Jean-Marie Le Pen. Après une dernière tentative de sortir de la marginalité en fusionnant en 1992 avec les également très minoritaires — et néofalangistes — Juntas Españolas (qui bénéficiaient du soutien économique et idéologique du journal d'extrême droite El Alcázar), le Front national mit fin à son existence l'année suivante. Piñar ignora les conseils de Le Pen, qui lui avait suggéré de « marginaliser le souvenir et l'œuvre de Franco », et le nouveau FN persista dans son néofranquisme.
Avec la diminution de l’influence du secteur de Fuerza Nueva, l'extrême droite se trouva fortement affaiblie et fut marquée par la division entre les néofranquistes et les défenseurs du développement de liens avec l'extrême droite européenne. La revue Hespérides de José Javier Esparza, qui adhérait aux postulats de la Nouvelle Droite française d'Alain de Benoist, fut créée, mais ne rejoignît pas les propositions païennes ou antichrétiennes de cette dernière. Des groupes néofascistes violents émergèrent également, comme Bases Autónomas, formé à Madrid à la fin de 1983 (leurs membres se présentaient comme des « national-révolutionnaires » et le rat noir, utilisé par des groupes néofascistes européens, était leur signe d'identification), ou les groupes de skinheads néonazis qui firent leur apparition dans la seconde moitié des années 1980 et dont la violence s'est dirigée contre les immigrés, les  « rouges », les homosexuels et les consommateurs de drogues.
Durant les années 1990 le panorama de l'extrême droite connut d’importants changements : CEDADE fut dissous en 1993 (la même année que le FN de Blas Piñar), les puis les Juntas Españolas en 1995 ; ces dernières donnèrent naissance à Democracia Nacional, qui, avec un message quelque peu innovant, a concouru sans grand succès dans l'espace d'extrême droite avec d'autres propositions également marginales sur le plan électoral comme Alianza por la Unidad Nacional, Falange Española de las JONS (FE de las JONS) ou Falange Española Independiente (FEI). Democracia Nacional ne dépassa jamais 0.1 % des voix lors d'élections générales. En 1997, le Partido de Acción Democrática Española (PADE ; plus tard Partido Demócrata Español) fut fondé, une organisation formée à partir de militants dissidents du Parti populaire et qui se présenta explicitement comme un « parti espagnol et de droite », avec des résultats très modestes aux élections européennes de 1999. Vers les mêmes dates, Alternativa Europea (AE) apparut à Barcelone, dans la ligne du national-bolchévisme apparu dans la Russie post-communiste, et qui donna naissance au Movimiento Social Republicano.

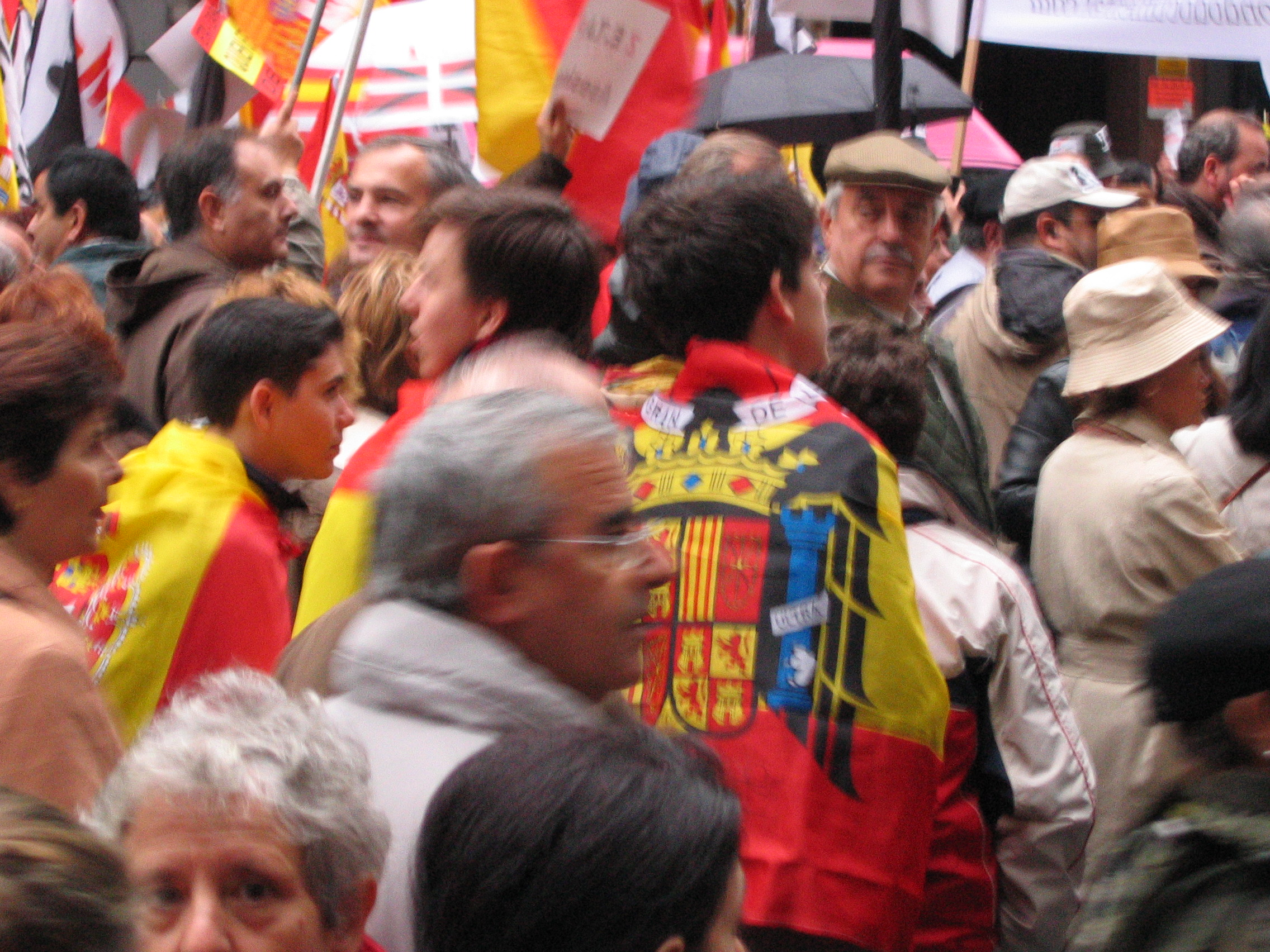
Participant à une manifestation de l'Association des victimes du terrorisme portant le drapeau franquiste.

En 1997, l'historien José Luis Rodríguez Jiménez dresse le bilan suivant de la situation de l'extrême droite espagnole : « Contrairement à ce qui s’est produit dans d'autres pays de notre environnement, où les forces d'extrême droite connaissent un processus lent mais substantiel de transformation qui les a finalement conduites, dès les années 1980, à obtenir un important soutien électoral, l'extrême droite espagnole demeure ancrée dans une situation caractérisée par la sclérose idéologique, la division et le faible soutien des citoyens ».
Après l'élection de Blas Piñar au Congrès en 1979, l'extrême droite n’obtint plus de représentation parlementaire et fut décrite comme une « espèce moribonde » composée « d'un ensemble de formations et de groupuscules extrémistes qui ont à peine réussi à sortir de la marginalité politique pendant des décennies. Ainsi, après le déclin de Fuerza Nueva et déjà dans les années 90, des groupes tels que les différentes Falanges (Falange Española de las JONS, Falange Española Auténtica et Falange Española Independiente) rivalisèrent avec de nouvelles candidatures telles que l'Alianza por la Unidad Nacional, dirigée par Sáenz de Ynestrillas, ou Democracia Nacional. Tous ensemble, ils ne réussirent pas à obtenir plus de 44 000 voix (et aucun siège) sur l'ensemble du territoire lors des élections générales. À la fin du siècle dernier, lorsque les grands partis d'extrême droite d'Europe occidentale avaient déjà remporté des succès substantiels, le paysage était pratiquement celui d'un mouvement urbain, organisé autour de trois villes : Madrid, Barcelone et Valence ».
La faiblesse de l'ultra-droite en Espagne s'explique, selon la politologue Beatriz Acha, « par son atomisation et sa fragilité organisationnelle (et, par conséquent, par sa faiblesse financière) ; par les difficultés que le système électoral impose aux nouveaux partis présents à l’échelle nationale (sauf à concentrer leur vote sur le niveau provincial) ; et par la prévalence d'une structure de clivages dans le système de partis centrée sur la question territoriale ; ainsi que par la faible diffusion de la conscience/sentiment national(iste) espagnol parmi les citoyens ».

#### Postfranquisme à Valence: le blavérisme (1976-1996)
La ville de Valence et son hinterland ont vu durant la transition la naissance d’un mouvement identitaire autochtone, original et hétérogène, le blavérisme, populiste, régionaliste, espagnoliste, radicalement anticatalaniste et souvent classé à l’extrême droite,. Il est explicitement décrit comme fasciste ou néofasciste par différents auteurs,,,. Certains, tout en admettant qu’une partie de ses composants relève bien de ce courant (par exemple le Grup d'Accio Valencianista, au centre de nombreux épisodes de violence), discutent le caractère proprement fasciste de ce mouvement en raison de son homogénéité,,,. Il se caractérise par sa grande pauvreté doctrinale,, et son anti-intellectualisme. Le mouvement est à l’origine d’une controverse autour des symboles identitaires de la région de Valence (son drapeau, ses dénominations et, particulièrement, sa langue propre, dont il affirme qu’elle est distincte du catalan, contre le point de vue académique),,,,.
Durant la transition, la rhétorique blavériste fut assumée par l’UCD, qui s'éloigna de ses positions centristes et modérées, et par le journal régional Las Provincias,,. De nombreux troubles à l’ordre public eurent lieu au cours de cette période — plusieurs auteurs parlent de « stratégie de (la) tension »,,, — et le processus d’autonomisation fut entravé,,,,.
La première incarnation politique de ce courant est le parti Unió Regional Valenciana (URV), fondé par Ignacio Carrau (dernier président franquiste de la députation de Valence) et Miguel Ramón Izquierdo (dernier maire franquiste de Valence). Il participe aux élections générales puis aux municipales de 1979 mais, obtient de très modestes résultats. Lors du premier congrès de l'URV tenu en octobre 1979, l'aile progressiste et nationaliste s'impose, et le parti est refondé en Esquerra Nacionalista Valenciana (Gauche nationaliste valencienne), qui n'a jamais rencontré de succès aux urnes. Son aile conservatrice, incarnée par des figures comme Miguel Ramón Izquierdo, Vicent González Lizondo ou Vicente Ramos Pérez, constitue le germe d'Unio Valenciana (UV), parti fondé en 1982 qui, sous la direction du second, aura une influence notable dans la vie politique valencienne entre 1988 et 1996, au niveau municipal et autonomique, à travers des accords avec la branche régionale du Parti populaire (le Parti hégémonique de la droite espagnole),. Depuis, une grande partie de l’argumentaire blavériste a été reprise par le PP local, qui a intégré ses principaux cadres, et aucun parti blavériste n’a plus obtenu de résultats significatifs.

### Droite radicale: Ultralibéralisme, ultranationalisme et anticatalanisme
Différents auteurs soulignent un autre facteur important pour expliquer l’émergence tardive de courants d’extrême droite différenciés en Espagne : la capacité du Parti populaire (PP) d’agglutiner les secteurs les plus hétérogènes de la droite, du centre droit et de la droite modérée — ou « droite civilisée », comme on prit l’habitude de le dire en Espagne dans les années suivants la Transition — à l’extrême droite,,. De fait, le PP est issu en 1989 d’Alianza Popular, formée à l’origine par une majorité d'anciennes personnalités politiques du franquisme. Ceci peut aussi expliquer que lorsque l’extrême droite émergea significativement dans le paysage électoral national, au cours de la deuxième décennie du XXIe siècle, elle le fit à travers Vox, lui-même issu d’une scission du grand parti de la droite espagnole et non de groupuscules liés à l’extrême droite traditionnelle comme c’était le cas ailleurs,.
Les premières décennies de l’époque démocratique en Espagne virent l’émergence d’un courant de droite radicale hétérogène, dont la ligne idéologique combine ultra-libéralisme économique, ultranationalisme espagnol et opposition aux nationalismes périphériques, en particulier catalan, dont José María Aznar, président du gouvernement espagnol entre 1996 et 2004, est une incarnation,,. Elle s'oppose à une ligne plus centriste, représentée par exemple par Mariano Rajoy — qui dirigea le gouvernement de 2011 à 2018 après une période de gouvernement PSOE —.
L’un des mentors de cette « nouvelle droite », tantôt rapproché des courants néocons ou néolibéraux mais aussi régulièrement classé dans l’extrême droite voire le néofascisme, est le journaliste et polémiste Federico Jiménez Losantos, considéré comme l’un des principaux faiseurs d’opinion du pays, qui sur les ondes de la COPE puis de Libertad Digital — dont il est un des fondateurs —, tient un discours agressif et garni d'insultes à l’encontre d’une grande partie de la classe politique de tout bord,,,,,. Il fut l’un des premiers à apporter un soutien public à Vox à la création du parti, bien qu’il lui arrivât aussi de lui « déclarer la guerre » en cas de désaccord — par exemple sur la question du droit l'avortement dont Jiménez Losantos est partisan —,,,,,,,,,.
Cette droite radicale « non civilisée » peut également être rapprochée de certains courants révisionnistes de l’historiographie espagnole, dont deux figures emblématiques sont Pío Moa et César Vidal — lui-même collaborateur de Libertad Digital —, qui défendent des révisions très contestées dans les milieux universitaires autour de la guerre civile et la dictature,,,.

### Décadence du traditionalisme
À partir de la mort du général Franco, le traditionalisme occupa une place marginale dans le panorama politique espagnol. À la fin des années 1970, plusieurs groupuscules carlistes demeurèrent comme des forces extra-parlementaires de troisième rang, tandis que l'Union nationale espagnole de Gonzalo Fernández de la Mora, teintée de traditionalisme post-franquiste, ne compta qu’un faible nombre de députés et se désintégra dès avant 1980.
Le pensée traditionaliste perd pratiquement toute visibilité médiatique. Une exception est l’écrivain Juan Manuel de Prada, qui au XXIe siècle présente une émission de radio sur Onda Cero puis une émission télévisée sur Intereconomía TV.
La théorie traditionalisme est toutefois poursuivie par certains héritiers des penseurs antérieurs. Un élément notable dans cette ligne est la revue Verbo et son directeur depuis 2011, Miguel Ayuso, disciple d’Elías de Tejada et de Gambra,.

### XXIesiècle: Émergences de courants différenciés au niveau national
En 1997, l'historien José Luis Rodríguez Jiménez conclut un ouvrage consacré à l’extrême droite espagnole du XXe siècle avec la réflexion suivante sur la possibilité qu'un parti similaire à ceux qui représentent le courant dans d'autres pays européens puisse émerger en Espagne à l'avenir : « un parti de ce type pourrait profiter de l'usure prévisible et de l'espace laissé à sa droite par le Parti populaire si la formation extrémiste supposée à laquelle nous faisons allusion remplaçait définitivement les thèses néofranquistes par l'exploitation démagogique de questions qui intéressent les citoyens. D'autre part, il est possible qu'en cas d'avancée future de l'extrême droite espagnole, celle-ci repose beaucoup plus sur son discours idéologique traditionnel que sur le dénommé "vote de protestation" ».
Les années 2000 voient l’émergence de Plataforma per Catalunya en Catalogne, qui concilie une opposition radicale à l’immigration avec certains postulats du nationalisme catalan.
À partir la crise économique espagnole de la fin des années 2000, l’extrême droite connaît un nouvel essor.
Lors de la décennie suivante surgit le parti Vox, issu d’une scission du PP, qui obtient rapidement des résultats notables.
En parallèle, l'extrême droite agit par divers moyens civils, comme les actions judiciaires du « syndicat » Manos Limpias, dont les dirigeants sont arrêtés par la police en 2016 pour extorsion et fraude, ou un activisme « social » prenant pour référence la CasaPound italienne, du casal Tramuntana de Barcelone, actif entre 2011 et 2015, et du Hogar Social Madrid (à l'origine Hogar Social Ramiro Ledesma) depuis 2014, qui reprend explicitement certains postulats du national socialisme et dont l'un des objectifs est la distribution de nourriture exclusivement à des « Espagnols »,,.
Le début des années 2020 est marqué par l’émergence de groupuscules ouvertement néo-nazis très actifs sur les réseaux sociaux et qui rencontrent un certain écho médiatique.

#### Plataforma per Catalunya
La seule organisation d'extrême droite ayant eu une certaine répercussion dans la première décennie du XXIe siècle est la Plataforma per Catalunya (PxC), qui a placé le « problème de l'immigration » au centre du débat politique local, mais après son succès dans la ville de Vic, elle ne réussit pas se consolider au niveau régional et national — ses tentatives de créer des répliques dans d’autres communautés autonomes, comme Plateforme pour Madrid (PxM), et de promouvoir le Parti pour la Liberté (PxL) en 2013, échouèrent —,. PxC est un petit parti fondé en 2002 qui, suivant la voie d'autres formations politiques de la droite populiste radicale européenne, s'opposait à l'immigration en général et en particulier la musulmane. Aux élections au Parlement de Catalogne de 2010, elle obtint 2,4% des voix, ne lui permettant pas d’obtenir un siège — aux élections municipales de 2003, elle remporta 67 conseillers —. En 2014, au début du processus indépendantiste en Catalogne (es) (le procès), il subit une scission qui aboutit sur la formation d’un autre parti xénophobe Som Catalans, composé des partisans de l'indépendance de la Catalogne, à laquelle PxC s'opposait, et connut une grave crise interne qui déboucha sur l'expulsion de son président et fondateur, Josep Anglada. Lors des élections municipales de l'année suivante, le parti s'effondra, n’obtenant que huit conseillers. Le parti procéda à sa dissolution en 2019 pour s'intégrer à Vox. Comme le souligne Xavier Casals, PxC « a introduit des nouveautés essentielles dans l'extrême droite, car elle a banni le discours hérité du « piñarisme » en en assumant un autre homologable à celui de l'extrême droite européenne : elle a réclamé un "meilleur contrôle" de l'immigration, a assumé l'islamophobie (le parti a pris de l'importance dans les manifestations contre la construction de mosquées), a dénoncé l'absence de sécurité publique, a manifesté un anti-élitisme catégorique (en employant déjà le terme « caste ») et a préconisé un "chauvinisme du bien -être (en)" en exigeant une attention prioritaire pour les autochtones avec le slogan "d'abord ceux qui sont ici chez eux" ».

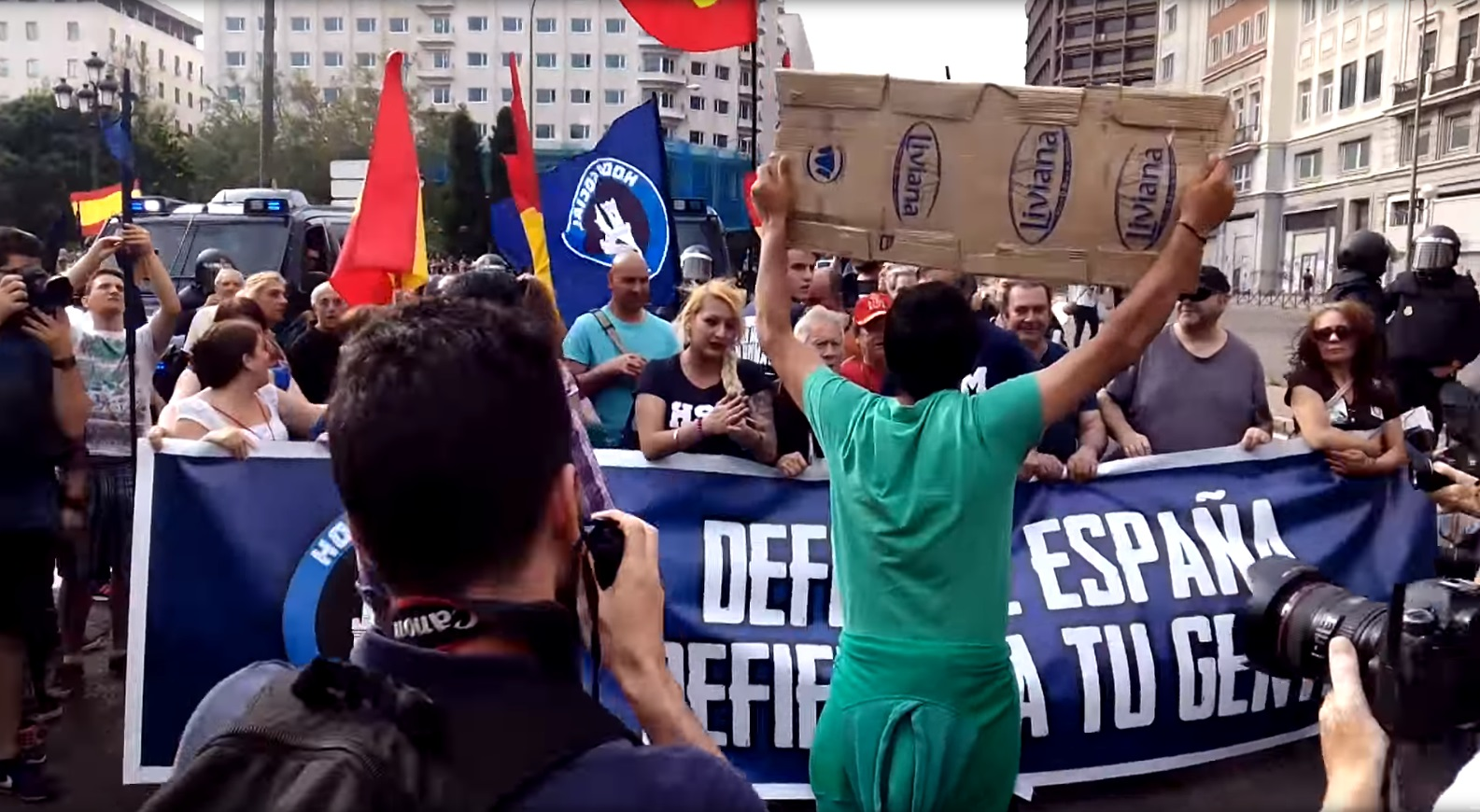
Manifestation en 2016 sur la plaza de España à Madrid de membres du Hogar Social Madrid, dirigés par Melisa Domínguez, et confrontés par l'activiste sans-abri roumain Lagarder Danciu.

Au début du XXIe siècle, España 2000 est fondé à Valence. Contrairement à PxC qui intégra des catalanistes et des anticatalanistes, il opte pour un ultranationalisme espagnol de signe blavero,. Il s'est défini comme un « parti de caractère social et patriotique » et a adopté le slogan « les Espagnols d'abord ». Aux élections municipales de 2007, il remporte deux conseillers dans la Communauté valencienne et au scrutin de 2011, il en remporte quatre ainsi qu'un autre à Alcalá de Henares. Mais, comme PxC, il s'effondre aux élections de 2015 (il n'a maintenu qu'un conseiller valencien et un autre à Alcalá). Aux élections générales d’avril 2019, il renonce à se présenter pour ne pas porter préjudice à Vox et aux municipales de la même année, il ne remporte aucun conseiller.

#### Ascension de Vox (2012-)
Pendant les deux premières décennies du XXIe siècle, alors que les partis d'extrême droite connaissaient un essor électoral en Europe, l'Espagne constitua une exception, ce qu’on attribua principalement au souvenir persistant de la dictature franquiste. Toutefois, entre décembre 2018 et avril 2019, l'Espagne s'aligna sur le reste des pays européens avec l'émergence de Vox au parlement d'Andalousie, d'abord avec 12 députés, puis au Congrès des députés avec 24 sièges (10.2 % des voix), puis en doublant ce résultat aux élections générales de novembre 2019 en remportant 52 sièges (15,09% des voix). « Des chiffres impressionnants qui attestent du succès d'un parcours politique fulgurant », commente la politologue Beatriz Acha. De plus, comme le souligné l’autre politologue Cas Mudde, Vox réussit à « accéder au pouvoir politique » en seulement un an — en conditionnant la constitution des gouvernements autonomes d’Andalousie et d'autres régions, notamment celle de Madrid —, ce que « la plupart des partis d'extrême droite mettent des décennies à réaliser depuis leurs premiers succès électoraux ».

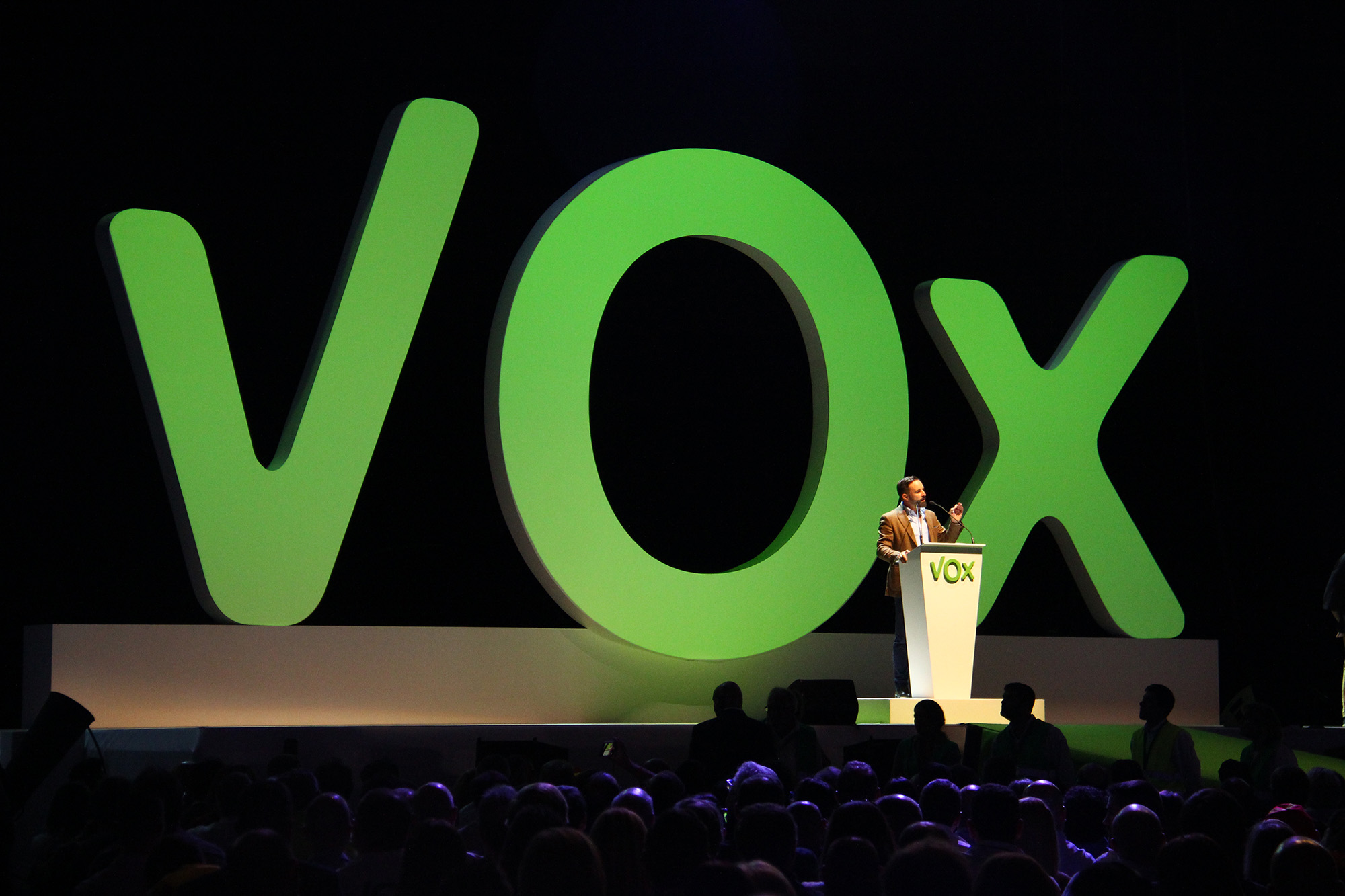
Intervention de Santiago Abascal dans un meeting de Vox au Palacio Vistalegre de Madrid en octobre 2018, un évènement qui fut marquant pour l'ultradroite espagnole selon Xavier Casals.

Selon Cas Mudde, les facteurs qui expliquent la croissance de Vox sont fondamentalement au nombre de quatre, avec une incidence particulière du dernier : le fait que dans la deuxième décennie du XXIe siècle une majorité d'électeurs n’avaient pas vécu plus sous la dictature franquiste ; l'ouverture d'un large espace pour les questions socio-culturelles, terrain fertile pour les populismes de droite, comme conséquence de la crise économique espagnole (2008-2014) ; la gestion de la crise par le gouvernement de Mariano Rajoy et les affaires de corruption du PP qui ont sapé la confiance qu’avaient dans ce parti de nombreux électeurs de droite ; et surtout, le défi séparatiste en Catalogne de 2012-2020 qui, selon Cas Mudde, a créé « la tempête parfaite qui a favorisé la grande avancée de Vox ». Sur ce dernier point, d'autres politologues tels que Cristina Monge et Jorge Urdánoz coïncident pour affirmer que « l'émergence de Vox en 2019 » a été « entre autres choses une réaction du nationalisme espagnol face au procès catalan ».
Selon Mudde, un cinquième facteur devrait être pris en compte pour expliquer pourquoi la croissance spectaculaire et distinctive de Vox par rapport à d'autres groupes d'extrême droite : « Vox propose un "produit" d'ultra-droite différent de celui offert par les groupuscules qui l'ont précédé » dans le sens où « ni la direction ni l'idéologie du parti ne sont directement entachées par le fascisme ou le régime franquiste, bien qu'ils préconisent une vision révisionniste de ce dernier ». Ainsi, Vox n'est pas une version plus ou moins modérée du néofascisme comme l'ont été la plupart des partis d'extrême droite en Espagne, mais plutôt une scission radicale (et nativiste) du PP, ce qui le placerait parmi les partis populistes de droite radicale qui ont connu une forte croissance en Europe et ailleurs au cours des dernières décennies. Cependant, la politologue Beatriz Acha estime que, bien que Vox n'ait pas de « liens apparents avec les noyaux traditionnels de l'ultra-droite franquiste et/ou phalangiste en tant que scission du Parti populaire », il ne rompt pas avec la tradition de l'ultra-droite espagnole car son programme présente « certaines similitudes avec le discours d'autres partis d'ultra-droite. Ainsi, par exemple, en matière sociale/morale, le parti se positionne contre le mariage homosexuel et l'idéologie de genre (et contre le droit à l'avortement), et en faveur de la réclusion à perpétuité et de la famille « traditionnelle » formée par le père et la mère ». Antonio Rivera Blanco le qualifie de « néolibéral autoritaire ».
Parallèlement à l'émergence de Vox à partir de 2018, l'introduction en Espagne d'un régime de financement de type super-PAC, venu des États-Unis, a été signalée, avec un financement par le biais de dons à des organisations ultra-conservatrices « écran » alignées idéologiquement avec Vox, telles que HazteOír et CitizenGo, qui utilisent ces ressources pour mener une campagne en faveur du parti de façon indirecte.

#### Courants néofascistes
Le XXIe siècle voit l’émergence de plusieurs groupuscules arborant un fascisme social et anticapitaliste.

##### Mouvement social républicain (1999-2018)
Le Mouvement social républicain (Movimiento Social Republicano, MSR), est un parti politique néonazi,,,,,, ou néofasciste,,, formé en 1999 et dissous en 2018[réf. nécessaire] sur les bases du parti Alternativa Europea (es) (ou Alternativa Europea-Liga Social Republicana, AE-LSR), « émulatrice du phénomène national-bolchévique de la Russie post-soviétique ». Son organisation de jeunesse est la Liga Joven (littéralement « Ligue jeune »),. Il débouche en 2014 sur une nouvelle organisation néonazie, baptisée Hogar Social Madrid (« Foyer social Madrid »), qui rencontre un certain écho médiatique à travers des occupations de bâtiments et en fournisssant une aide sociale réservée aux « nationaux »,.
Dans une interview en 2010, son ancien leader, Juan Antonio Llopart, s’est affirmé « suiveur de la ligne de Strasser », membre de la dénommé « aile gauche » du Parti national-socialiste des travailleurs allemands. L’organisation, qui s’est elle-même qualifiée de « national-bolchévique » et s’est définie comme « une entité nationale-révolutionnaire dont les axes d’action politique sont : la nation, la République et la socialisation ». Le MSR est anti-sioniste mais l’islamophobie n’a pas été acceptée unanimement au sein de ses membres.

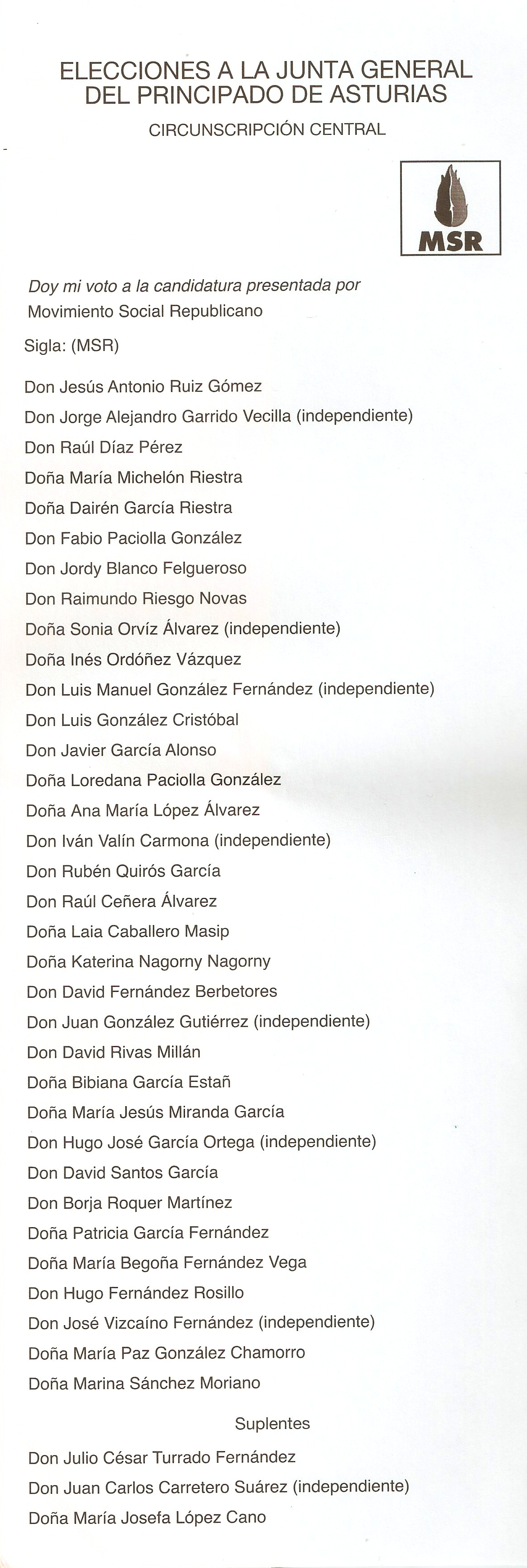
Bulletin de vote portant la candidature du MSR aux élections à la Junte générale de la principauté des Asturies célébrées en 2012.

La listes de ses candidats aux élections générales de 2004 incluait 17 militants de l’organisation terroriste nénazi  Blood and Honour, interdite en Espagne pour « association illicite » et détention d'armes.
Le 13 septembre 2009, le MSR signe un accord de collaboration politique avec les partis España 2000 et Frente Nacional (es), dont il annonce la rupture en octobre de l’année suivante à l’unanimité de son comité central, pour divergences avec le premier.[source insuffisante] En novembre de la même année, le Parti national britannique (BNP) affirme que l’Alliance européenne des mouvements nationaux (AENM) comprend 9 partis politiques de toute l’Europe, parmi lesquels figurent le MSR.
En 2012, une partie des personnes impliquées dans l’agression d’un mineur à Manresa était liée au MSR, d’après le rapport de l’instruction de l’affaire
En 2014 le MSR manifesta son soutien au parti grec Aube dorée, appartenant au Front national européen, dans la campagne des élections au Parlement européen de la même année.[source insuffisante]
Le 2 avril 2014, des militants de Liga Joven, sa branche juvénile, attaquèrent une cérémonie de soutien aux victimes de la dictature franquiste à l'Université complutense de Madrid, en jetant des cahiers, des parapluies, du mobilier et des objets en exposition, en arborant un drapeau de l'Espagne et en tenant des messages menaçants à l’encontre des personnes présentes. L’un des activistes pour la mémoire historique fut violemment frappé à coup de chaises. Quelques semaines auparavant ils avaient tenté de perturber une intervention d’Ada Colau (future mairesse de Barcelone), en sa qualité de porte-parole de la Plateforme des victimes du crédit hypothécaire à l’université autonome de Madrid, en proférant des cris, insultes et menaces. Le 10 juillet de la même année, plusieurs autres membres de la Liga Joven furent détenus après une dénonciation du Sindicato de estudiantes, dans laquelle ils altertaient de l’escalade des agressions dont souffraient les collectifs étudiants et les organisations de gauche.
Après ces actions, la majorité des membres du comité exécutif abandonnèrent le MSR pour fonder un autre parti nommé Soberanía y Libertad (« Souveraineté et Liberté »), y compris son fondateur Juan Antonio Llopart, son président d’honneur Juan Antonio Martínez Cayuela, la coordinatrice générale Carmen Martín Padial et au moins dix autres membres, ce qui obligea le parti à convoquer un congrès extraordinaire.
Le MSR se présenta à différentes élections, sans jamais remporter de résultats significatifs — 6,009 votes (0.04%) aux européennes de 2009 —. Aux municipales de 2011, les résultats du MSR n’apparaissent pas sur les données communiquées par le ministère de l’Intérieur, ce qui signifient qu’il a obtenu moins de 0.02 % des voix%.[source insuffisante] Il obtint un conseiller à Heras de Ayuso, municipalité de 260 habitants dans la province de Guadalajara. Il participa également aux élections au Parlement européen de 2009 avec Llopart comme tête de liste et obtint 8 875 voix (0.05 %).[source insuffisante]
Après la célébration de son 8e congrès le 11 novembre 2017 à Madrid, l'organisation décida de son autodissolution, qui fut rendue publique le 20 janvier suivant à travers un communiqué[réf. nécessaire].
Dans ses dernières années, le MSR fut étroitement lié au parti d’extrême droite España 2000,.

##### Hogar Social Madrid (2014-)

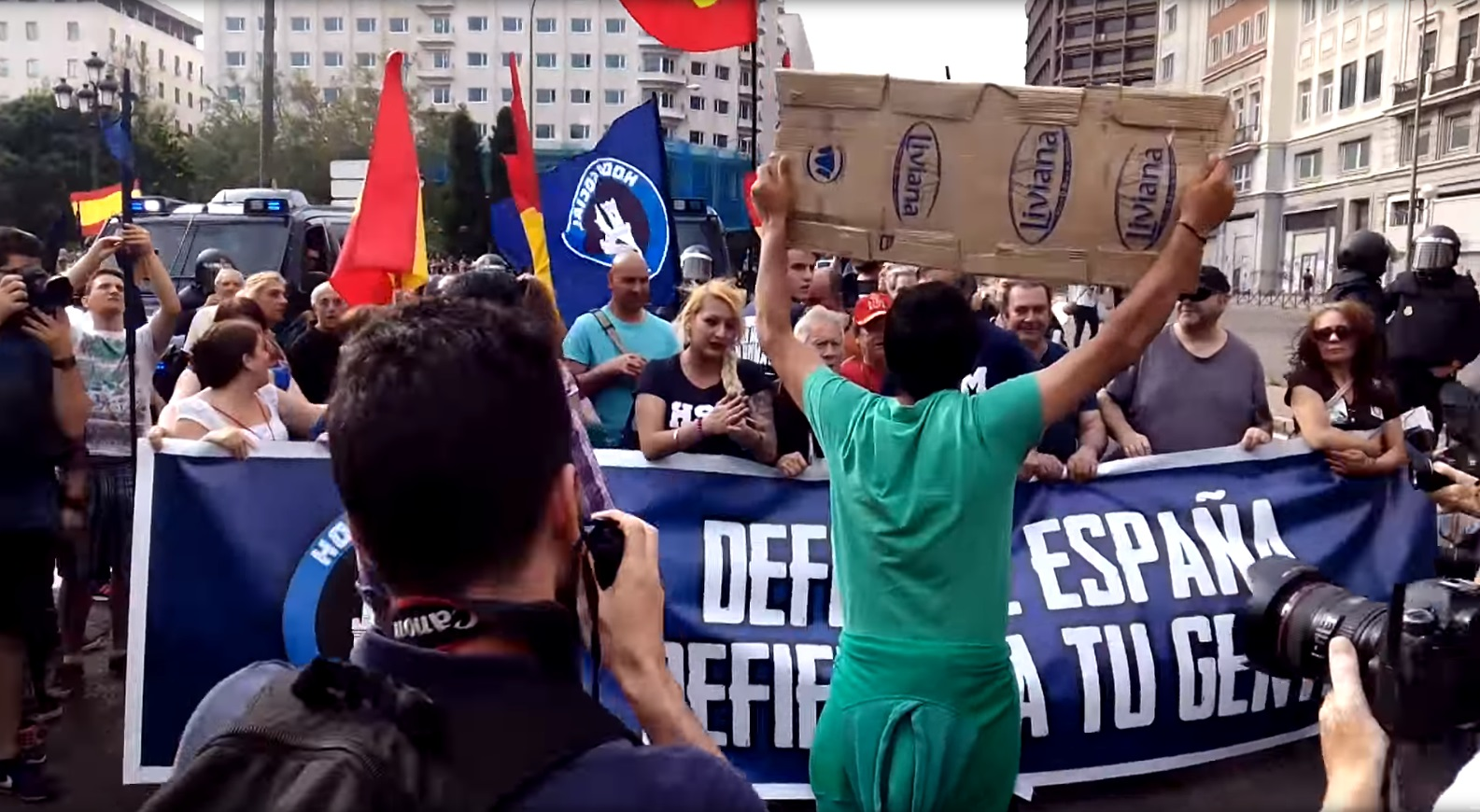
Manifestation néonazie à Madrid en 2016 ; on y voit l'activiste roumain Lagarder Danciu de dos et la porte-parole de Hogar Social Madrid Melisa D. Ruiz.

En 2014, des sympathisants du MSR participèrent le 18 août, avec d’autres personnes proches de l’extrême droite, à l'occupation d’un bâtiment du  district madrilène de Tetuán, rebaptisé « Hogar Social Ramiro Ledesma », puis Hogar Social Madrid. Les occupants déclarèrent que leur intention était d’offrir « un toit et des aliments (exclusivement) à des Espagnols », tout en considérant que des noirs ou des homosexuels ne pouvaient avoir cette condition. Cela suscita une vague de mobilisations convoquées par des riverains opposés à l’occupation, ainsi qu’une plainte de l'association Movimiento contra la Intolerancia (es) pour incitation à la haine face à ce qu’elle qualifia de « délit de discrimination »,. Après plusieurs dénonciations d’agressions contre des immigrants et jeunes de gauche du district attribuées à ce groupe,, et une rixe avec des radicaux de gauche, la police élabora un rapport pour évacuer en urgence le bâtiment, qui fut mis en application le 19 septembre 2014 après l’accord du juge,.
En 2016 puis en 2021, le groupe fait parler de lui en occupant des anciens locaux abandonnés de la RTVE (corporation audio-visuelle appartenant à l’État) dans la rue Joaquín Costa de Madrid (es). Il dénonce les aides de l’État aux immigrés réfugiés et l’accuse d’abandonner les Espagnols se retrouvant dans le besoin ou sans toit
En 2017, le groupe s’est étendu à d’autres régions d’Espagne comme à Grenade.
Le groupe connait une perte importante de militants à la suite des succès électoraux de Vox aux élections générales d’avril 2019 et se trouve dans d’importantes difficultés financières.

##### Années 2020: Bastión Frontal et Isabel Medina Peralta
Le début des années 2020 voit l’émergence d'un « activisme de rue de caractère fasciste » (« activismo callejero de corte fascista », selon des sources policières), aussi décrit comme néonazi, xénophobe et homophobe, très actif dans les réseaux sociaux et protagonisé par de très jeunes individus, qui se matérialise notamment dans le groupuscule Bastión Nacional (« Bastion national »),
surgi comme une scission de Hogar Social Madrid à la faveur de la pandémie de Covid-19,,,,, en opposition aux mesures sanitaires imposées par les autorités et en connexion avec le mouvement anti-vaccination,,.
Il se définit comme une « organisation de jeunesse » — la majorité de ses membres sont âgés d'entre 15 et 25 ans et vivent chez leurs parents, —, et est caractérisé par un discours « antisémite cru ». Il est le premier groupe néo-fasciste espagnol à compter avec une importante participation féminine et a la particularité de reconnaître la Catalogne comme une nation. Il s’est fait connaître par diverses actions xénophobes, comme des agressions d’immigrants mineurs ou une campagne de harcèlement contre Pablo Iglesias, ancien ministre et personnalité phare du parti d’extrême gauche Podemos,,,,. Selon le politologue catalan Xavier Torrens Llambrich, spécialiste de l'extrêmisme et de la violence politiques, Bastión Frontal « arbore l’idéologie fasciste classique, bien qu’il le fasse en l’adaptant au monde du XXIe siècle, qui se canalise via les réseaux sociaux ».
Ses figures les plus remarquées médiatiquement sont Rodrigo Miguélez, bien connu des services de police, qui fut incarcéré en janvier 2021, à l'âge de 20 ans, après avoir brisé la mâchoire à un sympathisant à Valence, et, surtout, Isabel Medina Peralta, « jeune ex-phalangiste qui », âgée de 18 ans, « s’est rendue célèbre par un discours contre les Juifs lors d’un hommage à la Division bleue à Madrid » le 13 février 2021,. Peralta a entre autres été décrite comme une « influenceuse nazie », la « muse du phalangisme » ou « muse virtuelle du nazisme »,,,,,,,,,,,. Elle a affirmé que le groupe souhaitait « normaliser l’idéologie national-socialiste ».
Le groupe, qui rassembla jusqu’à environ 200 membres, se serait dissous par WhatsApp le 15 septembre 2022, en raison de tensions entre Peralta et Miguélez.